# Grey's Anatomy
Grey's Anatomy (no Brasil, A Anatomia de Grey ou Grey's Anatomy - Portugal, Anatomia de Grey) é um drama médico norte-americano exibido no horário nobre da rede ABC. Seu episódio piloto foi transmitido pela primeira vez em 27 de março de 2005 nos Estados Unidos. A série foca na vida de médicos cirurgiões internos, residentes e atendentes; e como eles evoluem na sua profissão ao tentar manter a vida dos seus pacientes e nos seus relacionamentos pessoais. O título da série é uma brincadeira com Anatomia de Gray, um renomado livro de anatomia humana escrito por Henry Gray. A ideia original foi de Shonda Rhimes, que além de idealizadora, é, produtora executiva, juntamente com Betsy Beers, Mark Gordon, Krista Vernoff, Rob Corn, Mark Wilding e Allan Heinberg. Embora se passe no ficcional Grey Sloan Memorial Hospital (anteriormente Seattle Grace Mercy West) em Seattle, Washington, as gravações são realizadas principalmente em Los Angeles, Califórnia.

## Informações sobre a série
Grey's foi criado para ter diversidade racial, de acordo com a utilização de uma técnica de recrutamento do elenco que não leva em conta a raça. A série se passa em torno da vida da médica Meredith Grey, interpretada por Ellen Pompeo. O elenco original contava com nove atores principais: Ellen Pompeo, Sandra Oh, Katherine Heigl, Justin Chambers, T.R. Knight, Chandra Wilson, James Pickens Jr., Isaiah Washington e Patrick Dempsey. O mesmo sofreu grandes mudanças ao longo das temporadas, com a saída de muitos membros e a entrada de novos. Em sua décima sexta temporada, a série teve um elenco de dezesseis atores, incluindo quatro do elenco original, Ellen Pompeo, Justin Chambers, Chandra Wilson e James Pickens Jr.
Grey's Anatomy é um dos dramas de melhor audiência nos Estados Unidos, apesar da queda nas últimas temporadas, estando entre os 10 melhores no ranking de audiência e sendo bem recebido pelos críticos durante o seu tempo de exibição, onde foi incluído entre os 10 melhores de várias listas de criticas em 2006. É considerado uma série de impacto significativo na cultura popular e recebeu vários prêmios, incluindo o prêmio de Melhor Série de Drama no Globo de Ouro de 2007, além de várias indicações ao Emmy, incluindo duas para Primetime de melhor série de drama. Foram produzidos diversos especiais, também lançados em DVD, e vários produtos relacionados ao seriado. Grey's Anatomy é o programa de horário nobre com maior duração atualmente exibido na ABC, e a série de horário nobre mais longa com script realizada pela ABC no geral. E, em 28 de fevereiro de 2019, se tornou a mais longa série de drama médico no horário nobre americano.
Em 10 de maio de 2019, Grey's Anatomy foi renovada para as temporadas 16 e 17, com Ellen Pompeo estendendo seu contrato por essas duas temporadas.
Na 17ª temporada, a série está abordando a realidade dos hospitais em todo mundo no contexto da pandemia da Covid-19, mostrando a dificuldade e exaustão dos profissionais em salvar vidas independente de seu esforço, mesmo que isso signifique ficar longe de suas próprias famílias para não colocá-los em risco.
Em 10 de maio de 2021, Grey's Anatomy foi renovada para a temporada 18 com Ellen Pompeo estendendo seu contrato por mais uma temporada.
No Brasil a série é exibida pelo canal fechado Sony Channel e disponível pelos streaming da Globoplay, Amazon e Star+. Em janeiro de 2022, a série foi retirada do catálogo da Netflix. Foi exibida entre 2008 e 2009 no SBT. Em Portugal e nos demais países lusófonos a série é exibida pela Fox Life e pela RTP1.
Em 2021 a série ganhou seu primeiro roteirista brasileiro, Beto Skubs.
Em 10 de janeiro de 2022, Grey's Anatomy foi renovada para a 19ª temporada. A protagonista da trama, Ellen Pompeo retornará como Meredith Grey e ainda assumirá o posto de produtora executiva da atração nos novos episódios, apesar de se confirmar mais tarde que a personagem terá menos tempo de tela, aparecendo apenas em oito episódios da temporada, pois a mesma irá estrelar uma mini série da Hulu. Apesar disso, a personagem continuará a narrar todos os episódios da temporada.
Em 2 de março de 2023, foi ao ar, nos Estados Unidos, o primeiro episódio de Grey's Anatomy sem Ellen Pompeo em cena como integrante do elenco fixo. O resultado foi um baque. O oitavo capítulo da 19ª temporada registrou a pior audiência da história da série, visto por 3,08 milhões de telespectadores, meio milhão a menos (550 mil) do que o registrado na semana anterior, quando Meredith Grey se despediu do hospital Grey Sloan Memorial.
Além de Ellen, os outros dois remanescentes do elenco original, Chandra Wilson e James Pickens Jr., também estão confirmados no novo ano, a dupla já havia renovado seus contratos de maneira antecipada. Krista Vernoff, showrunner da série desde a 14ª temporada, continuará na função.
A 19ª temporada, marcou a saída de Ellen Pompeo e Kelly McCreary como membros regulares da série. Em 24 de março de 2023, a série foi renovada para uma 20ª temporada.
Sob nova direção, com Meg Marinis no posto de showrunner, Grey's Anatomy foi renovada para a 21ª temporada, anúncio feito pela rede ABC em 2 de abril de 2024. Ocupando a cadeira deixada por Krista Vernoff, Meg recebeu elogios de Shonda Rhimes pelo reset que deu no drama médico.

## Enredo
A série acompanha a vida de Meredith Grey (Ellen Pompeo), filha da respeitada cirurgiã geral Ellis Grey, após seu ingresso no programa de residência no Seattle Grace Hospital. Durante seu tempo como residente, ela trabalha ao lado de seus colegas: Cristina Yang (Sandra Oh), que se especializa em cardiologia, Alex Karev (Justin Chambers), que se especializa em cirurgia-pediátrica, Izzie Stevens (Katherine Heigl), que sai durante a residência mas, mais tarde, se revela que ela se especializou em oncologia, e George O'Malley (T.R. Knight), que decide se especializar em traumatologia mas morre durante um acidente, onde cada um se desdobra para equilibrar sua vida pessoal com o trabalho agitado e horários de treinamento que eles tem a cumprir. Eles são supervisionados durante seu internato por Miranda Bailey (Chandra Wilson), uma residente sênior, que mais tarde se torna cirurgiã geral; Derek Shepherd (Patrick Dempsey), Chefe de Neurocirurgia e interesse amoroso de Grey; Preston Burke (Isaiah Washington), Chefe de Cirurgia Cardiotorácica, que se torna noivo de Yang; e Richard Webber (James Pickens Jr.), cirurgião geral e Chefe de Cirurgia e ex-amante de Ellis Grey. Ao longo das primeiras seis temporadas, O'Malley, Burke e Stevens saem da série.
Além de Shepherd, Webber e Burke, a ala cirúrgica é supervisionada por Addison Montgomery (Kate Walsh), ex-esposa de Shepherd e Chefe da Obstetrícia e Ginecologia, Cirurgia Neonatal e Fetal, que parte para Los Angeles após a terceira temporada; Callie Torres (Sara Ramírez), uma residente sênior que, mais tarde, se torna Chefe de Cirurgia Ortopédica e deixa a série ao final da décima segunda temporada; Mark Sloan (Eric Dane), como Chefe de Cirurgia Plástica, que morre no início da nona temporada devido aos ferimentos decorridos de um acidente aéreo; Owen Hunt (Kevin McKidd), como Chefe de Trauma; Arizona Robbins (Jessica Capshaw), como Chefe de Cirurgia Pediátrica e posteriormente Chefe de Cirurgia Fetal, que se casa e se divorcia de Torres e parte no final da temporada catorze; Erica Hahn (Brooke Smith), como Chefe de Cirurgia Cardiotorácica, após a saída de Preston, e parte no meio da temporada cinco depois de terminar a relação com Torres; Teddy Altman (Kim Raver), como Chefe de Cirurgia Cardiotorácica, após a saída de Erica, que sai na temporada oito mas retorna na catorze como Chefe de Trauma e mais tarde Co-chefe de Cirurgia Cardiotorácica; Amelia Shepherd (Caterina Scorsone), irmã de Derek, que é contratada para substituí-lo como Chefe de Neurocirurgia; Maggie Pierce (Kelly McCreary), como Chefe de Cirurgia Cardiotorácica, após a saída de Cristina, e meia-irmã biológica de Meredith; Atticus Lincoln (Chris Carmack), como Chefe de Cirurgia Ortopédica, após a saída de Torres, e interesse amoroso de Amelia; e Tom Koracick (Greg Germann), como Chefe da Fundação Catherine Fox e atendente de Neurocirurgia. Além de Meredith, que se torna Chefe dos Residentes após ser Chefe de Cirurgia Geral; Alex Karev, como Chefe de Cirurgia Pediátrica, após, Chefe de Cirurgia Interino do Grey Sloan Memorial Hospital, e em seguida Chefe de Cirurgia no Pac-North Hospital; e Jackson Avery, como Chefe de Cirurgia Plástica após a morte de Sloan, e presidente da Fundação Catherine Fox.
Posteriormente ingressaram no programa de residência Lexie Grey (Chyler Leigh), meia-irmã de Meredith, que morre no final da oitava temporada. Após o fato, o Seattle Grace é renomeado para Grey Sloan Memorial Hospital; Ex-residentes do Mercy West Hospital Jackson Avery (Jesse Williams) e April Kepner (Sarah Drew) se juntam ao Seattle Grace após uma fusão administrativa na sexta temporada; Leah Murphy (Tessa Ferrer), que parte no final da décima temporada, mas volta na décima terceira e depois deixa de ser mencionada; Shane Ross (Gaius Charles), que sai para se juntar a Cristina Yang no final da décima temporada e tê-la como mentora; Stephanie Edwards (Jerrika Hinton) que se demite no final da temporada treze após um incêndio; Jo Wilson (Camilla Luddington), interna que começa a ter uma relação romântica com Alex Karev, onde se casam no final da temporada catorze e se divorciam no meio da temporada dezesseis, quando ele vai embora: Andrew Deluca (Giacomo Gianniotti), interesse amoroso de Meredith e antigo interesse amoroso de sua meia-irmã, Maggie, que morre na décima sétima temporada; Benjamin Warren (Jason George), um anestesiologista que virou residente da cirurgia e depois bombeiro, que se casa com Miranda Bailey, que se torna Chefe de Cirurgia; Levi (Jake Borelli), é introduzido na temporada 14 junto com um novo grupo de internos.
Os médicos atendentes incluem o Cirurgião Cardiotorácico Nathan Riggs (Martin Henderson), que se junta ao programa na temporada 12 e despede no início da temporada catorze; e April Kepner, que se especializou em Trauma, ela também se despede na temporada catorze.

## Sinopse

Primeiro logotipo de Grey's Anatomy

Grey's Anatomy segue a vida de internos, residentes e cirurgiões no fictício Hospital Memorial Grey Sloan (anteriormente Seattle Grace Hospital, temporada 1–6 e Seattle Grace Mercy West Hospital, temporada 6–9) à medida que os internos se desenvolvem gradualmente como médicos experientes, através da orientação de seus menores, cirurgiões e chefes de cirurgia. Cada capítulo começa tipicamente com uma narrativa de Meredith Grey, ou algum outro personagem regular, prenunciando o tema do episódio. Cada temporada tende a representar o ano acadêmico dos médicos, com cada ano completo qualificando os residentes em um nível mais alto no campo cirúrgico. A temporada sempre termina com um final, geralmente relacionado a um evento dramático, como uma morte ou partida do personagem. A maioria das histórias giram em torno da vida cotidiana dos médicos como cirurgiões, mas o programa também enfatiza suas vidas pessoais e profissionais. A série geralmente deixa de lado preocupações de ética médica, a fim de promover o desenvolvimento e os relacionamentos dos personagens. Enquanto os médicos tratam as doenças de seus pacientes, geralmente através de cirurgias complexas, eles também demonstram espírito competitivo e buscam elogios.
Depois de chegar ao hospital todas as manhãs, os residentes podem discutir sobre quem recebe o desafio de um determinado paciente que chegou naquele dia. Um superior de hospital atribui casos, gerando frequentemente tensão entre os residentes e seus superiores. Dentro de cada episódio, há mudanças dos médicos interagindo com seus pacientes para cenas com seus colegas de trabalho. Uma vez atribuído um caso, cada médico diagnostica o paciente, com a ajuda de seu médico assistente, o que geralmente leva à cirurgia. Os cirurgiões tendem a formar conexões pessoais com seus pacientes, com um paciente transmitindo frequentemente uma mensagem ao seu médico, que, sem querer, se relaciona com a vida particular. A série mostra o crescimento das relações entre os médicos, amigáveis ou sexuais, que podem produzir conflitos entre suas vidas pessoais e profissionais. As cenas emocionais são frequentemente acompanhadas por uma música de fundo indie rock, algo que se tornou uma marca registrada da série. Na conclusão de cada episódio, um dos personagens, geralmente Meredith, faz outra narração, normalmente contrastando ou acompanhando a inicial.
A premissa de Grey's Anatomy não foi aceita de primeira pelos executivos da rede ABC. Shonda Rhimes, a criadora do drama médico, lembrou um encontro que teve com a cúpula da emissora, reunião na qual lhe disseram que a série iria ser um fracasso, pois ninguém iria assistir. "Pode parecer óbvio agora, mas na época [2005], é preciso lembrar, nunca se tinha visto uma série [na TV aberta americana] na qual a personagem principal era sexualmente ativa e segura de si, dona do próprio nariz", disse Shonda, em entrevista ao podcast 9 to 5ish. "Eu fui chamada para uma sala que estava cheia de homens velhos, que me disseram que a série tinha um problema”, continuou. “Isso porque ninguém vai ver uma série sobre uma mulher que dormiria com um homem logo após o primeiro dia no trabalho."

## Elenco e personagens
| Legenda         | Legenda                                                 |
| --------------- | ------------------------------------------------------- |
| P               | Creditado no elenco principal                           |
| R               | Creditado no elenco recorrente.                         |
| C               | Creditado como convidado (Guest Star).                  |
| CE              | Creditado como convidado especial (Special Guest Star). |
| Does not appear | Personagem ausente                                      |

| Intérprete         | Personagem         | Temporada       | Temporada       | Temporada       | Temporada       | Temporada       | Temporada       | Temporada       | Temporada       | Temporada       | Temporada       | Temporada       | Temporada       | Temporada       | Temporada       | Temporada       | Temporada       | Temporada       | Temporada       | Temporada       | Temporada       | Temporada       |
| Intérprete         | Personagem         | 1               | 2               | 3               | 4               | 5               | 6               | 7               | 8               | 9               | 10              | 11              | 12              | 13              | 14              | 15              | 16              | 17              | 18              | 19              | 20              | 21              |
| ------------------ | ------------------ | --------------- | --------------- | --------------- | --------------- | --------------- | --------------- | --------------- | --------------- | --------------- | --------------- | --------------- | --------------- | --------------- | --------------- | --------------- | --------------- | --------------- | --------------- | --------------- | --------------- | --------------- |
| Ellen Pompeo       | Meredith Grey      | P               | P               | P               | P               | P               | P               | P               | P               | P               | P               | P               | P               | P               | P               | P               | P               | P               | P               | P               | P               | P               |
| Sandra Oh          | Cristina Yang      | P               | P               | P               | P               | P               | P               | P               | P               | P               | P               | Does not appear | Does not appear | Does not appear | Does not appear | Does not appear | Does not appear | Does not appear | Does not appear | Does not appear | Does not appear | Does not appear |
| Katherine Heigl    | Izzie Stevens      | P1              | P1              | P1              | P1              | P1              | P1              | Does not appear | Does not appear | Does not appear | Does not appear | Does not appear | Does not appear | Does not appear | Does not appear | Does not appear | Does not appear | Does not appear | Does not appear | Does not appear | Does not appear | Does not appear |
| Justin Chambers    | Alex Karev         | P2              | P2              | P2              | P2              | P2              | P2              | P2              | P2              | P2              | P2              | P2              | P2              | P2              | P2              | P2              | P2              | Does not appear | Does not appear | Does not appear | Does not appear | Does not appear |
| T.R. Knight        | George O'Malley    | P               | P               | P               | P               | P               | Does not appear | Does not appear | Does not appear | Does not appear | Does not appear | Does not appear | Does not appear | Does not appear | Does not appear | Does not appear | Does not appear | C               | Does not appear | Does not appear | Does not appear | Does not appear |
| Chandra Wilson     | Miranda Bailey     | P               | P               | P               | P               | P               | P               | P               | P               | P               | P               | P               | P               | P               | P               | P               | P               | P               | P               | P               | P               | P               |
| James Pickens Jr.  | Richard Webber     | P               | P               | P               | P               | P               | P               | P               | P               | P               | P               | P               | P               | P               | P               | P               | P               | P               | P               | P               | P               | P               |
| Isaiah Washington  | Preston Burke      | P               | P               | P               | Does not appear | Does not appear | Does not appear | Does not appear | Does not appear | Does not appear | C               | Does not appear | Does not appear | Does not appear | Does not appear | Does not appear | Does not appear | Does not appear | Does not appear | Does not appear | Does not appear | Does not appear |
| Patrick Dempsey    | Derek Shepherd     | P               | P               | P               | P               | P               | P               | P               | P               | P               | P               | P               | Does not appear | Does not appear | Does not appear | Does not appear | Does not appear | R3              | Does not appear | Does not appear | Does not appear | Does not appear |
| Kate Walsh         | Addison Montgomery | C               | P4              | P4              | CE              | CE              | CE              | CE              | CE              | Does not appear | Does not appear | Does not appear | Does not appear | Does not appear | Does not appear | Does not appear | Does not appear | Does not appear | CE              | R               | Does not appear | Does not appear |
| Sara Ramírez       | Callie Torres      | Does not appear | R               | P               | P               | P               | P               | P               | P               | P               | P               | P               | P               | Does not appear | Does not appear | Does not appear | Does not appear | Does not appear | Does not appear | Does not appear | Does not appear | Does not appear |
| Eric Dane          | Mark Sloan         | Does not appear | C               | P5              | P5              | P5              | P5              | P5              | P5              | P5              | Does not appear | Does not appear | Does not appear | Does not appear | Does not appear | Does not appear | Does not appear | CE              | Does not appear | Does not appear | Does not appear | Does not appear |
| Chyler Leigh       | Lexie Grey         | Does not appear | Does not appear | C               | P               | P               | P               | P               | P               | Does not appear | Does not appear | Does not appear | Does not appear | Does not appear | Does not appear | Does not appear | Does not appear | CE              | Does not appear | Does not appear | Does not appear | Does not appear |
| Brooke Smith       | Erica Hahn         | Does not appear | R               | C               | P6              | P6              | Does not appear | Does not appear | Does not appear | Does not appear | Does not appear | Does not appear | Does not appear | Does not appear | Does not appear | Does not appear | Does not appear | Does not appear | Does not appear | Does not appear | Does not appear | Does not appear |
| Kevin McKidd       | Owen Hunt          | Does not appear | Does not appear | Does not appear | Does not appear | P7              | P7              | P7              | P7              | P7              | P7              | P7              | P7              | P7              | P7              | P7              | P7              | P7              | P7              | P7              | P7              | P7              |
| Jessica Capshaw    | Arizona Robbins    | Does not appear | Does not appear | Does not appear | Does not appear | R               | P               | P               | P               | P               | P               | P               | P               | P               | P               | Does not appear | Does not appear | Does not appear | Does not appear | Does not appear | CE              | Does not appear |
| Kim Raver          | Teddy Altman       | Does not appear | Does not appear | Does not appear | Does not appear | Does not appear | P8              | P8              | P8              | Does not appear | Does not appear | Does not appear | Does not appear | Does not appear | R               | P               | P               | P               | P               | P               | P               | P               |
| Sarah Drew         | April Kepner       | Does not appear | Does not appear | Does not appear | Does not appear | Does not appear | R               | P               | P               | P               | P               | P               | P               | P               | P               | Does not appear | Does not appear | C               | C               | Does not appear | Does not appear | Does not appear |
| Jesse Williams     | Jackson Avery      | Does not appear | Does not appear | Does not appear | Does not appear | Does not appear | R               | P               | P               | P               | P               | P               | P               | P               | P               | P               | P               | P               | C               | C               | Does not appear | C               |
| Camilla Luddington | Jo Wilson          | Does not appear | Does not appear | Does not appear | Does not appear | Does not appear | Does not appear | Does not appear | Does not appear | R               | P               | P               | P               | P               | P               | P               | P               | P               | P               | P               | P               | P               |
| Gaius Charles      | Shane Ross         | Does not appear | Does not appear | Does not appear | Does not appear | Does not appear | Does not appear | Does not appear | Does not appear | R               | P               | Does not appear | Does not appear | Does not appear | Does not appear | Does not appear | Does not appear | Does not appear | Does not appear | Does not appear | Does not appear | Does not appear |
| Jerrika Hinton     | Stephanie Edwards  | Does not appear | Does not appear | Does not appear | Does not appear | Does not appear | Does not appear | Does not appear | Does not appear | R               | P               | P               | P               | P               | Does not appear | Does not appear | Does not appear | Does not appear | Does not appear | Does not appear | Does not appear | Does not appear |
| Tessa Ferrer       | Leah Murphy        | Does not appear | Does not appear | Does not appear | Does not appear | Does not appear | Does not appear | Does not appear | Does not appear | R               | P               | Does not appear | Does not appear | R               | Does not appear | Does not appear | Does not appear | Does not appear | Does not appear | Does not appear | Does not appear | Does not appear |
| Caterina Scorsone  | Amelia Shepherd    | Does not appear | Does not appear | Does not appear | Does not appear | Does not appear | Does not appear | C               | CE              | Does not appear | R               | P               | P               | P               | P               | P               | P               | P               | P               | P               | P               | P               |
| Kelly McCreary     | Maggie Pierce      | Does not appear | Does not appear | Does not appear | Does not appear | Does not appear | Does not appear | Does not appear | Does not appear | Does not appear | C               | P9              | P9              | P9              | P9              | P9              | P9              | P9              | P9              | P9              | C               | Does not appear |
| Jason George       | Ben Warren         | Does not appear | Does not appear | Does not appear | Does not appear | Does not appear | R               | C               | R               | R               | R               | R               | P               | P               | P               | R               | R               | R               | R               | R               | R               | P               |
| Martin Henderson   | Nathan Riggs       | Does not appear | Does not appear | Does not appear | Does not appear | Does not appear | Does not appear | Does not appear | Does not appear | Does not appear | Does not appear | Does not appear | P10             | P10             | P10             | Does not appear | Does not appear | Does not appear | Does not appear | Does not appear | Does not appear | Does not appear |
| Giacomo Gianniotti | Andrew DeLuca      | Does not appear | Does not appear | Does not appear | Does not appear | Does not appear | Does not appear | Does not appear | Does not appear | Does not appear | Does not appear | C               | P11             | P11             | P11             | P11             | P11             | P11             | Does not appear | Does not appear | Does not appear | Does not appear |
| Greg Germann       | Thomas Koracick    | Does not appear | Does not appear | Does not appear | Does not appear | Does not appear | Does not appear | Does not appear | Does not appear | Does not appear | Does not appear | Does not appear | Does not appear | Does not appear | R               | R               | P               | P               | C               | C               | Does not appear | Does not appear |
| Jake Borelli       | Levi Schmitt       | Does not appear | Does not appear | Does not appear | Does not appear | Does not appear | Does not appear | Does not appear | Does not appear | Does not appear | Does not appear | Does not appear | Does not appear | Does not appear | R               | R               | P               | P               | P               | P               | P               | C               |
| Chris Carmack      | Atticus Lincoln    | Does not appear | Does not appear | Does not appear | Does not appear | Does not appear | Does not appear | Does not appear | Does not appear | Does not appear | Does not appear | Does not appear | Does not appear | Does not appear | Does not appear | R               | P               | P               | P               | P               | P               | P               |
| Richard Flood      | Cormac Hayes       | Does not appear | Does not appear | Does not appear | Does not appear | Does not appear | Does not appear | Does not appear | Does not appear | Does not appear | Does not appear | Does not appear | Does not appear | Does not appear | Does not appear | Does not appear | R               | P               | P               | Does not appear | Does not appear | Does not appear |
| Anthony Hill       | Winston Ndugu      | Does not appear | Does not appear | Does not appear | Does not appear | Does not appear | Does not appear | Does not appear | Does not appear | Does not appear | Does not appear | Does not appear | Does not appear | Does not appear | Does not appear | Does not appear | C               | P               | P               | P               | P               | P               |
| Scott Speedman     | Nick Marsh         | Does not appear | Does not appear | Does not appear | Does not appear | Does not appear | Does not appear | Does not appear | Does not appear | Does not appear | Does not appear | Does not appear | Does not appear | Does not appear | C               | Does not appear | Does not appear | Does not appear | P               | P               | R               | R               |
| Alexis Floyd       | Simone Griffin     | Does not appear | Does not appear | Does not appear | Does not appear | Does not appear | Does not appear | Does not appear | Does not appear | Does not appear | Does not appear | Does not appear | Does not appear | Does not appear | Does not appear | Does not appear | Does not appear | Does not appear | Does not appear | P               | P               | P               |
| Niko Terho         | Lucas Adams        | Does not appear | Does not appear | Does not appear | Does not appear | Does not appear | Does not appear | Does not appear | Does not appear | Does not appear | Does not appear | Does not appear | Does not appear | Does not appear | Does not appear | Does not appear | Does not appear | Does not appear | Does not appear | P               | P               | P               |
| Midori Francis     | Mika Yasuda        | Does not appear | Does not appear | Does not appear | Does not appear | Does not appear | Does not appear | Does not appear | Does not appear | Does not appear | Does not appear | Does not appear | Does not appear | Does not appear | Does not appear | Does not appear | Does not appear | Does not appear | Does not appear | P               | P               | P               |
| Adelaide Kane      | Jules Millin       | Does not appear | Does not appear | Does not appear | Does not appear | Does not appear | Does not appear | Does not appear | Does not appear | Does not appear | Does not appear | Does not appear | Does not appear | Does not appear | Does not appear | Does not appear | Does not appear | Does not appear | Does not appear | P               | P               | P               |
| Harry Shum Jr.     | Daniel Kwan        | Does not appear | Does not appear | Does not appear | Does not appear | Does not appear | Does not appear | Does not appear | Does not appear | Does not appear | Does not appear | Does not appear | Does not appear | Does not appear | Does not appear | Does not appear | Does not appear | Does not appear | Does not appear | P               | P               | P               |

Notas:
1. Katherine Heigl é creditada como membro do elenco principal entre 1.01 a 6.18;
2. Justin Chambers é creditado como membro do elenco principal entre 1.01 a 16.16;
3. Patrick Dempsey é creditado como membro do elenco principal entre 1.01 a 11.25. Na temporada 17 ele é parte do elenco recorrente, e é creditado como Guest Star, porém é creditado como Special Guest Star na sua última aparição;
4. Kate Walsh é creditada como membro do elenco principal entre 2.07 a 3.25. Entre 2.01 a 2.06 a atriz é creditada como convidada especial;
5. Eric Dane é creditado como membro do elenco principal entre 3.03 a 9.02. No episódio 3.02, o ator não recebe créditos;
6. Brooke Smith é creditada como membro do elenco principal entre 4.05 a 5.07;
7. Kevin McKidd é creditado como membro do elenco principal de 5.14 em diante. Entre 5.01 a 5.13, o ator é creditado como participação recorrente;
8. Kim Raver é creditada como membro do elenco principal de 6.19 a 8.24. De 6.09 a 6.18, a atriz é creditada como participação recorrente;
9. Kelly McCreary é creditada como membro do elenco principal de 11.11 em diante. Entre 11.01 a 11.10, a atriz é creditada como participação recorrente;
10. Martin Henderson é creditado como membro do elenco principal entre 12.06 a 14.05;
11. Giacomo Gianniotti é creditado como membro do elenco principal de 12.10 a 17.17. Entre 12.01 a 12.09, o ator é creditado como participação recorrente.

### Saída dos Personagens
| Intérprete         | Personagem         | Último episódio                                      | Último episódio                                                | Motivo | Duração        |
| Intérprete         | Personagem         | Principal                                            | Participações                                                  | Motivo | Duração        |
| ------------------ | ------------------ | ---------------------------------------------------- | -------------------------------------------------------------- | --- | -------------- |
| Isaiah Washington  | Preston Burke      | "Didn't We Almos Have It All?" (3.25)                | "We Are Never Ever Getting Back Toghether" (10.22)             | Burke deixa Seattle Grace para trabalhar na Suíça após abandonar Cristina Yang no altar. | 2005-07;       |
| Isaiah Washington  | Preston Burke      | "Didn't We Almos Have It All?" (3.25)                | "We Are Never Ever Getting Back Toghether" (10.22)             | Burke deixa o hospital que trabalhava na Suíça para Cristina. | 2014           |
| Kate Walsh         | Addison Montgomery | "Didn't We Almos Have It All?" (3.25)                | TBA                                                            | Addison deixa o hospital para trabalhar em uma clinica privada em Los Angeles. A vida de Addison em Los Angeles é vista em Private Practice. Montgomery retorna ao hospital no início da décima oitava temporada. | 2005-12; 2021  |
| Brooke Smith       | "Rise Up" (5.07)   | "Rise Up" (5.07)                                     | Após o término com Callie Torres, Erica Hahn deixa o hospital. | 2006-08 |                |
| T.R. Knight        | George O'Malley    | "Now Or Never" (5.24)                                | "You'll Never Walk Alone" (17.04)                              | Para salvar uma desconhecida, O'Malley é atropelado por um ônibus e a equipe do hospital não consegue salvá-lo. O'Malley aparece como um paciente desconhecido, pois está deformado. | 2005-09;       |
| T.R. Knight        | George O'Malley    | "Now Or Never" (5.24)                                | "You'll Never Walk Alone" (17.04)                              | Meredith em coma, devido ao COVID-19, encontra George na praia. | 2020           |
| Katherine Heigl    | Izzie Stevens      | "I Like You So Much Better When You're Naked" (6.12) | "I Like You So Much Better When You're Naked" (6.12)           | Após curar-se de um câncer, Izzie Stevens deixa o hospital quando Karev decide não reatar seu relacionamento com ela. É informado, na temporada dezesseis, que Izzie teve dois filhos de Karev e tornou-se oncologista. | 2005-10        |
| Kim Raver          | Teddy Altman1      | "Flight" (8.24)                                      | "Flight" (8.24)                                                | Teddy ganha uma vaga em um hospital militar da Alemanha, mas decide ficar ao lado de Owen, porém este, como chefe do hospital, a demite para que ela aceite a oportunidade de emprego. Teddy retorna ao hospital no final da décima quarta temporada. | 2009-12; 2017- |
| Chyler Leigh       | Lexie Grey         | "Flight" (8.24)                                      | "Breathe" (17.10)                                              | Em um acidente de avião envolvendo Lexie, Sloan, Meredith, Yang, Arizona e Derek, Lexie é esmagada pelo avião e morre. | 2007-12        |
| Chyler Leigh       | Lexie Grey         | "Flight" (8.24)                                      | "Breathe" (17.10)                                              | Meredith em coma, devido ao COVID-19, encontra Lexie na praia. | 2021           |
| Eric Dane          | Mark Sloan         | "Remember the Time" (9.02)                           | "Breathe" (17.10)                                              | Mark Sloan parece estar se recuperando muito bem de seus ferimentos do acidente de avião e, após um surto de energia, Mark entra em coma e seus aparelhos são desligados após 30 dias, com o consentimento de Callie, responsável por ele como mãe de sua filha.                                                                                                 | 2005-12        |
| Eric Dane          | Mark Sloan         | "Remember the Time" (9.02)                           | "Breathe" (17.10)                                              | Meredith em coma, devido ao COVID-19, encontra Mark na praia. | 2021           |
| Sandra Oh          | Cristina Yang      | "Fear (Of the Unknown)" (10.24)                      | "Fear (Of the Unknown)" (10.24)                                | Cristina deixa o Grey Sloan Memorial Hospital após visitar a Suíça e Burke a oferecer o cargo de Chefe de Cirurgia do hospital no qual ele trabalhava. Cristina aceita o trabalho. | 2005-14        |
| Gaius Charles      | Shane Ross         | "Fear (Of the Unknown)" (10.24)                      | "Fear (Of the Unknown)" (10.24)                                | Ross deixa o Grey Sloan Memorial Hospital para seguir Cristina e se dedicar a cardiologia. | 2012-14        |
| Tessa Ferrer       | Leah Murphy2       | "Fear (Of the Unknown)" (10.24)                      | "It Only Gets Much Worse" (13.13)                              | Murphy é demitida por Webber por baixo desempenho na sala de cirurgia. | 2012-14        |
| Tessa Ferrer       | Leah Murphy2       | "Fear (Of the Unknown)" (10.24)                      | "It Only Gets Much Worse" (13.13)                              | Murphy retorna para trabalhar com Maggie na cardiologia, mas sai do hospital sem explicação. | 2017           |
| Patrick Dempsey    | Derek Shepherd     | "You're My Home"(11.25)                              | "Good as Hell" (17.13)                                         | Em sua viagem de volta para Washington, Derek presencia um acidente de carro, após salvar três vidas, ele é atropelado por um caminhão e morre após os médicos do hospital Dillard negarem-se a fazer uma T.C. de crânio. | 2005-15        |
| Patrick Dempsey    | Derek Shepherd     | "You're My Home"(11.25)                              | "Good as Hell" (17.13)                                         | Meredith em coma, devido ao COVID-19, encontra Derek na praia. | 2020-2021      |
| Sara Ramírez       | Callie Torres      | "Family Affair" (12.24)                              | "Family Affair" (12.24)                                        | Callie muda-se para Nova York junto de sua namorada, Penny e com sua filha, Sofia. | 2006-16        |
| Jerrika Hinton     | Stephanie Edwards  | "Ring Of Fire" (13.24)                               | "Ring Of Fire" (13.24)                                         | Após ficar presa com um estuprador e uma criança, Edwards coloca fogo no homem e em uma parte do hospital. Durante sua recuperação, após ter graves queimaduras, Stephanie decide deixar o hospital para viajar pelo mundo. | 2012-17        |
| Martin Henderson   | Nathan Riggs       | "Danger Zone" (14.05)                                | "Danger Zone" (14.05)                                          | Nathan decide ir embora do Grey Sloan Memorial Hospital após descobrir que Megan está viva e decidir tentar construir uma vida com ela novamente. | 2015-17        |
| Jessica Capshaw    | Arizona Robbins    | "All Of Me" (14.24)                                  | "All Of Me" (14.24)                                            | Com a infelicidade de Sofia em Seattle, Arizona decide mudar-se com a filha para perto de Callie, em Nova York. Arizona também abre uma clínica de cirurgia fetal, junto com Nicole Herman. Aparentemente, Arizona e Callie reatam. | 2009-18;       |
| Sarah Drew         | April Kepner       | "All Of Me" (14.24)                                  | TBA                                                            | Após reatar com Matthew, April e ele se casam. Juntos, eles decidem se dedicarem a cuidar de moradores de rua. April continua em Seattle e cria sua filha, Harriet, junto de seu ex-marido, Jackson. Mais tarde, após Jackson ter ido falar com April, ela decide mudar-se para Boston com ele e sua filha Harriet, informando também que se separou de Matthew. | 2009-18;       |
| Sarah Drew         | April Kepner       | "All Of Me" (14.24)                                  | TBA                                                            | TBA | TBA            |
| Justin Chambers    | Alex Karev         | "Leave a Light On" (16.16)                           | "Leave a Light On" (16.16)                                     | Alex deixa Seattle após uma viagem, na qual ele reencontra Izzie e descobre que ela teve dois filhos dele. Alex deixa Jo e, a distância, eles se divorciam. | 2005-20        |
| Giacomo Gianniotti | Andrew DeLuca      | "In My Life" (17.09)                                 | "In My Life" (17.09)                                           | Após perder a vida devido a uma facada no peito, Deluca aparece pra Teddy em forma de alucinação, após ela passar incansáveis horas trabalhando, ficando em estado catatônico. | 2015-21        |
| Jesse Williams     | Jackson Avery      | "Tradition" (17.15)                                  | TBA                                                            | Jackson decide deixar Seattle, e se mudar para a cidade de Boston para administrar a fundação da família. E para isso chama April para ir com ele junto com a filha do casal. | 2009-21        |
| Jesse Williams     | Jackson Avery      | "Tradition" (17.15)                                  | TBA                                                            | TBA | TBA            |
| Greg Germann       | Thomas Koracick    | "Tradition" (17.15)                                  | TBA                                                            | Após perder seis colegas de quarto enquanto se tratava de Covid-19. Tom decide se mudar para Boston junto com Jackson e April, decidido a usar seus conhecimentos para melhorar o mundo. | 2017-21        |
| Greg Germann       | Thomas Koracick    | "Tradition" (17.15)                                  | TBA                                                            | TBA | TBA            |
| Richard Flood      | Cormac Hayes       | "Living in a House Divided"(18x10)                   | "Living in a House Divided"(18x10)                             | Após descobrir o segredo de Owen, de ajudar veteranos com doenças terminais a acabarem com as suas vidas, Cormac com medo de perder a sua licença médica por causa disso, demite-se e decide voltar para a Irlanda, seu país natal, para ficar mais perto de seus filhos.                                                                                        | 2019-21        |
| Ellen Pompeo       | Meredith Grey      | "I'll follow the sun" (19.07)                        | TBA                                                            | É o último dia de Meredith no Grey Sloan Memorial e os médicos planejam uma surpresa de despedida, enquanto Nick a confronta sobre o futuro de seu relacionamento. | 2005-23        |

1. No final da oitava temporada a atriz Kim Raver deixa a série, porém, na décima quarta temporada, retorna.
2. A personagem Leah Murphy deixa o hospital na décima temporada, no entanto, na décima terceira retorna, mas sai novamente.

## Produção e desenvolvimento

### Conceito
Shonda Rhimes, queria fazer uma série que ela gostaria de assistir e pensou que seria interessante criar uma série sobre "mulheres inteligentes competindo umas contra as outras". Quando perguntada como decidiu criar um drama médico, ela respondeu:
| “ | Eu estava obcecada com canais sobre cirurgia. [...] Eu e minhas irmãs ligávamos uma para a outra e conversavamos sobre operações que tínhamos visto no Discovery Channel. Há algo fascinante no mundo médico - você vê coisas que nunca imaginaria, como o fato de que os médicos falam sobre os namorados ou o dia deles enquanto abrem alguém. Então, quando a ABC me pediu para escrever outro piloto, [a sala de cirurgia] parecia ser o ambiente natural. | ” |

A série foi apresentada a ABC Entertainment, que deu o sinal verde, e acabou sendo escolhido como um substituto para Boston Legal no meio da temporada de televisão de 2005. Francie Calfo, vice-presidente executiva de desenvolvimento da ABC Entertainment, comentou que estavam à procura de uma série médica que fosse diferente das outras exibidas na época. Ela assinalou que "séries médicas são difíceis, e era difícil tentar descobrir onde a nossa poderia ser diferente. Mas enquanto todos os outros estão correndo com suas séries médicas, [Rhimes] encontrou uma maneira de deixa-lá devagar, para você então poder conhecer os personagens. Existe definitivamente um apelo feminino forte para ela."

"ER é a medicina de alta velocidade. A câmera voa ao redor, a adrenalina está correndo. Minha série é mais pessoal. A ideia para ela começou quando uma médica me disse que era incrivelmente difícil de raspar as pernas no chuveiro do hospital. Visto inicialmente até parecia ser um detalhe bobo. Mas depois eu pensei sobre o fato de que esse seja o único local e tempo que esta mulher pode ter para raspar as pernas. Isso mostra o quão duro o trabalho é".

— Shonda durante a criação de Grey's Anatomy
Rhimes inicialmente concebeu Grey's Anatomy como uma declaração contra o racismo. Ela trabalhou para criar um programa com um elenco racialmente diversificado que permitia que os espectadores se relacionassem com os personagens, independentemente da raça. Ao criar personagens e ao escrever o primeiro roteiro, os escritores da série não tinham descrições de personagens em mente e esperavam escalar o melhor ator disponível para cada parte. Rhimes disse que, se a rede não tivesse permitido que ela criasse personagens dessa maneira, ela hesitaria em seguir em frente com a série. Os papéis femininos, em particular, foram desenvolvidos como personagens multifacetados.
Rhimes disse: "Eu queria criar um mundo em que você se sentisse como se estivesse assistindo mulheres muito reais. A maioria das mulheres que vi na TV não pareciam pessoas que eu realmente conhecia. Pareciam ideias do que as mulheres são. Elas nunca foram desagradáveis, competitivas, famintas ou zangadas. Elas costumavam ser apenas a esposa amorosa ou a boa amiga. Mas quem será a vadia? Quem chega a ser a mulher tridimensional?"

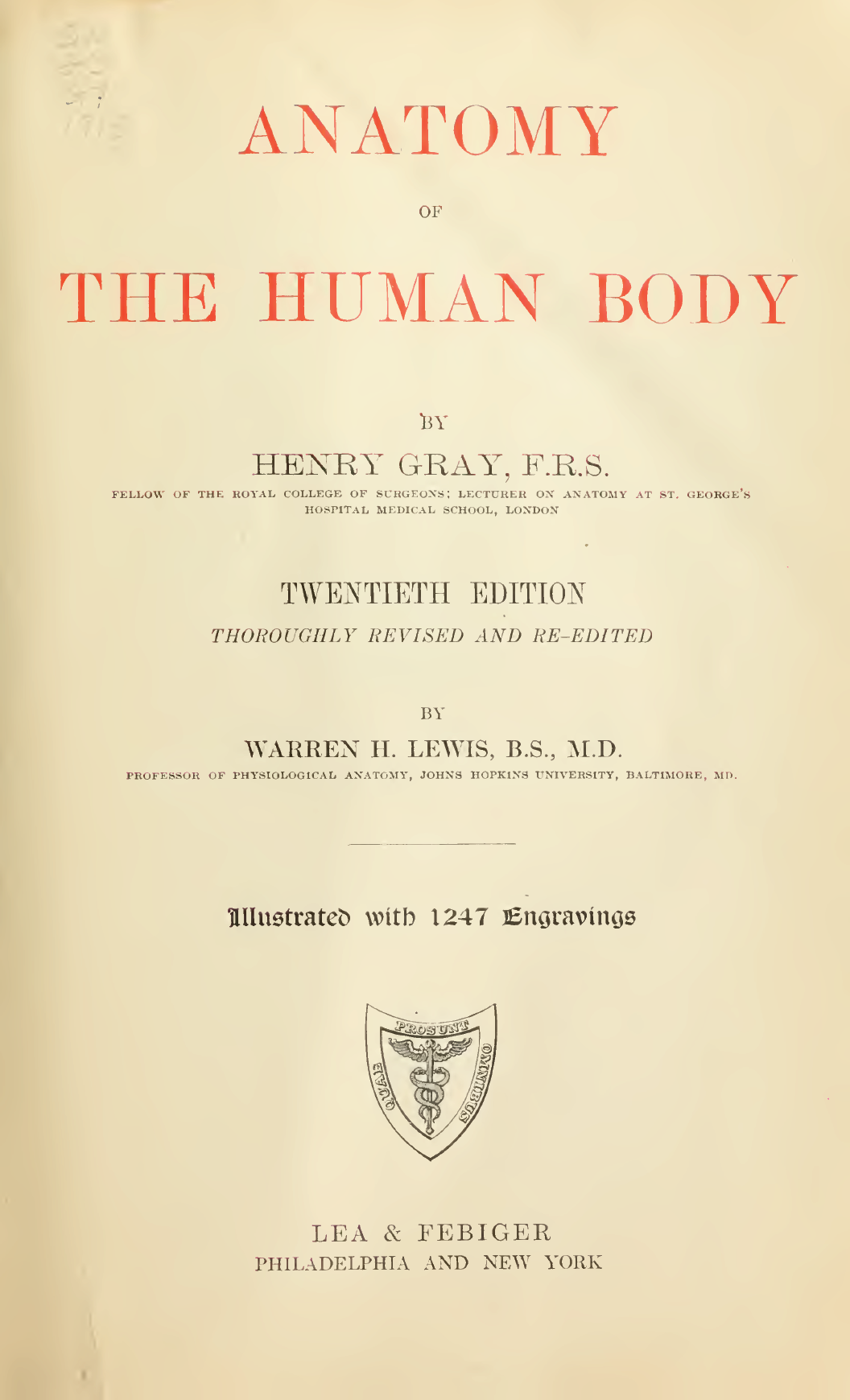
A capa do livro após o qual Grey's Anatomy foi nomeado

O título do programa, Grey's Anatomy, foi criado como um jogo de palavras: uma referência ao clássico livro médico inglês de Henry Gray, Gray's Anatomy (publicado pela primeira vez em 1858 e ainda impresso) e a personagem-título Dra. Meredith Grey (Ellen Pompeo). Antes da série estrear em 27 de março de 2005, alguns lançamentos iniciais foram mostrados para amigos e familiares dos produtores e atores. O programa estava programado para durar quatro semanas no horário de Boston Legal.
As altas classificações e visualizações do programa resultaram na ABC mantendo a série nesse espaço pelo restante da temporada televisiva. O presidente da ABC Entertainment, Steve McPherson, comentou sobre a mudança no cronograma: "No final, decidimos que, sem tempo de entrega ou dinheiro de marketing suficientes para dedicar a mudar um dos programas tão tarde da temporada, vamos deixar que [Grey's Anatomy] desenvolva seu tremendo impulso até maio". Antes da transmissão, foi anunciado que o título do programa seria alterado de Grey's Anatomy para Complications, embora isso não tenha acontecido.

### Equipe de Produção
Grey's Anatomy é produzido pela ShondaLand, em associação com The Mark Gordon Company e ABC Studios (anteriormente Touchstone Television). Rhimes, Betsy Beers, Krista Vernoff, Mark Gordon, Rob Corn e Mark Wilding estão sendo, ao longo das temporadas, os produtores executivos. Nas temporadas subsequentes, Steve Mulholland, Kent Hodder, Nancy Bordson, James D. Parriott e Peter Horton também foram produtores executivos e Allan Heinberg juntou-se a série em 2006. A partir da 8ª temporada, os atuais produtores executivos são Rhimes, Beers, Gordon, Vernoff, Corn, Wilding e Heinberg.
Shonda é a escritora mais prolífica da série. Ela geralmente promove a série respondendo perguntas de fãs em sua conta no Twitter. Outros membros da equipe de roteiristas são Vernoff, Wilding, Peter Nowalk, Stacy McKee, William Harper, Zoanne Clack, Tony Phelan, Joan Rater e Debora Cahn. Da segunda à sétima temporada, os roteiristas mantiveram um blog intitulado Grey Matter, onde o escritor de um episódio discutia os motivos por trás do roteiro. Os diretores variam de episódio em episódio, com Rob Corn dirigindo mais frequentemente, seguido por Tom Verica. Horton, Edward Ornelas e Jessica Yu também dirigiram um número consderável de episódios. Chandra Wilson e Kevin McKidd e Debbie Allen, membros do elenco, dirigiram vários episódios.
A série é editada por Susan Vaill desde o início, e David Greenspan foi nomeado editor em 2006. Os diretores de elenco, Linda Lowy e John Brace, têm sido uma parte da equipe de produção desde 2005. A área de design de produção é liderada por Donald Lee Harris, com ajuda de Brian Harms, diretor de arte, e Mimi Melgaard, na parte de figurino. Trabalhando ao lado de Melgaard, Thomas Houchins é o supervisor dos figurinos, Ellen Vieira é a maquiadora, e Jerilynn Stevens na parte de cabelo. O diretor de fotografia é Herbert Davis. O coordenador de música é Danny Lux. A médica Karen Lisa Pike atua como consultora sobre assuntos médicos, ao lado de Linda Klein. Em uma entrevista, Ellen Pompeo afirmou: "Sempre perguntamos a Linda, você sabe, qual é esse procedimento, qual é essa cirurgia, quando isso é realizado, o que acontece" - vários membros do elenco falaram da importância de ter cirurgiões de verdade, especialmente em aprender como segurar instrumentos adequadamente, como usar com precisão a linguagem médica e desenvolver seus personagens de maneira autêntica; a maioria dos membros do elenco observou cirurgias reais na vida real como preparação para seus papéis. A equipe de produção possui uma equipe de softball que compete com outros programas de televisão, como CSI: Crime Scene Investigation.

### Casting
"Ela trouxe essa energia que parecia muito renovadora. Desde o início, eu tenho moldado Cristina um pouco em torno da Sandra. Uma das minhas coisas favoritas de fazer é tirar o máximo possível do seu diálogo em uma cena porque ela se expressa muito não verbalmente. Então eu assisto o que ela faz sem ter uma palavra a dizer.”

— Rhimes na audição de Sandra Oh
A série usou uma técnica de recrutamento do elenco que não leva em conta a raça, resultando em um elenco com diversidade racial. Cada papel foi escrito sem que características raciais dos personagens fossem pré-determinadas, mantendo a visão diversificada de Shonda. A equipe de produção começou o trabalho com a personagem principal da série, Meredith Grey, que Rhimes afirmou que seria difícil encontrar uma atriz. "Eu ficava dizendo que precisamos de uma garota como aquela de Moonlight Mile[a]", declarou Shonda, "e depois de um tempo, eles estavam tipo, 'Nós achamos que podemos recrutar aquela garota de Moonlight Mile." A próxima a ser contratada, Sandra Oh (Dra. Cristina Yang), foi inicialmente convidada para audição de Dra. Bailey, porém foi pressionada a fazer o teste para Cristina. Muitos atores fizeram o teste para Derek Shepherd, mas quando Patrick Dempsey fez o teste, "ele era simplesmente perfeito", de acordo com Rhimes.
O único personagem desenvolvido com uma descrição racial em mente foi Miranda Bailey, que é interpretada por Chandra Wilson. Seu personagem era descrita como uma loira pequena com cabelos encaracolados, mas quando Chandra começou a falar, Rhimes disse: "[Wilson] é exatamente quem Miranda é". James Pickens Jr. foi escolhido para interpretar Richard Webber no piloto e no restante da primeira temporada da série. Katherine Heigl deveria interpretar uma Izzie Stevens de cabelos morenos, mas pediu para manter seu loiro natural durante o papel. Isaiah Washington, que interpretou Preston Burke, inicialmente fez o teste para o papel de Shepherd, mas acabou como Burke, porque o ator original para interpretar o papel teve que sair. T.R. Knight assinou para interpretar George O'Malley, esperando que o papel fosse de curta duração, já que ele gostava das várias faces do personagem. E, para completar o elenco da primeira temporada, Justin Chambers como Alex Karev.

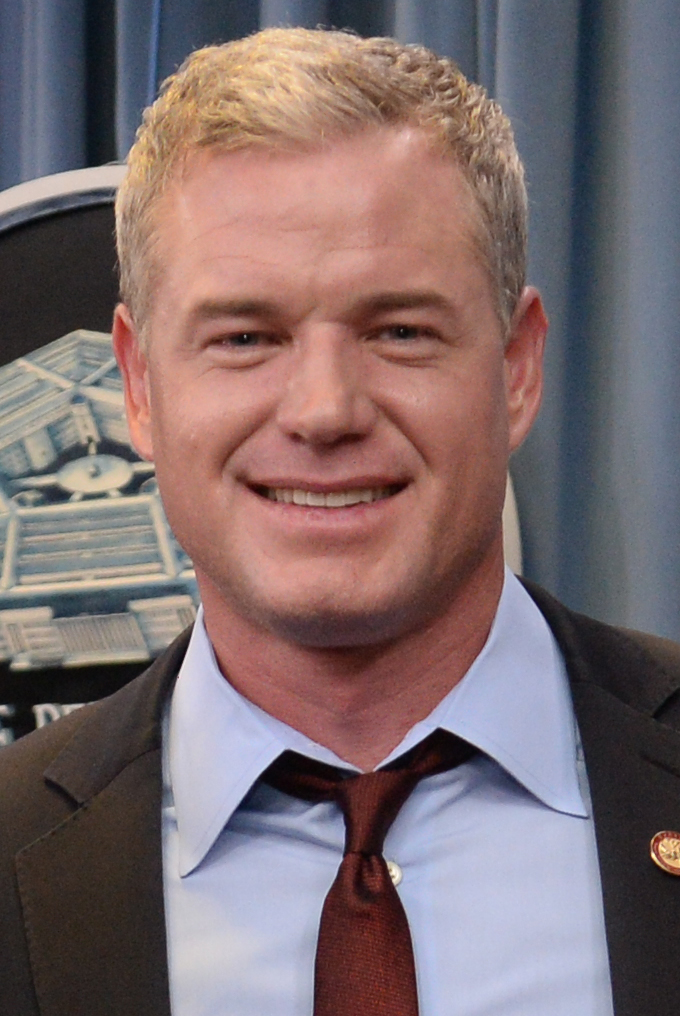
Eric Dane originalmente fez o teste para o episódio piloto de Grey's Anatomy, mas não recebeu um papel.

A segunda temporada marcou a introdução dos médicos Mark Sloan (Eric Dane) e Callie Torres (Sara Ramirez). Eles foram inicialmente escalados como personagens recorrentes, mas ambos foram promovidos para o elenco principal na abertura da terceira temporada. Ramirez foi escalado depois que executivos da ABC lhe ofereceram um papel no programa de sua escolha; Dane já havia auditado sem sucesso um papel no episódio piloto. Dra. Addison Montgomery Kate Walsh) também se juntou ao show na segunda temporada, depois de fazer uma aparição na primeira temporada.
Em outubro de 2006, Washington supostamente insultou Knight com uma ofensa homofóbica, durante uma briga no set com Dempsey, e a ABC encerrou o contrato de Washington no final da terceira temporada. Washington voltou para uma aparição na temporada 10. No final da terceira temporada, Walsh saiu do programa para dar continuidade ao spin-off de Grey's Anatomy, Private Practice, mas continua a fazer participações especiais.
Chyler Leigh se juntou ao elenco como personagem principal na quarta temporada como Dra. Lexie Grey, meia-irmã de Meredith. Leigh apareceu como atriz convidada nos dois últimos episódios da terceira temporada. Sobre a seleção de Leigh para o papel de Lexie, Rhimes disse: "Chyler se destacou... Parecia que ela poderia ser irmã de Meredith, mas ela tinha uma profundidade que era muito interessante."
A Dra. Erica Hahn (Brooke Smith), que apareceu pela primeira vez na segunda temporada, voltou como uma atriz regular na quarta temporada. Logo após o anúncio de que Smith seria um membro regular do elenco, Michael Ausiello, da Entertainment Weekly, informou que sua personagem, Hahn, partiria de Grey's Anatomy em 6 de novembro de 2008. Kristin Dos Santos, do E! Online, afirmou que a demissão de Smith do programa foi forçada pela rede ABC, como parte de uma tentativa de "tirar gays" de Grey's Anatomy Rhimes rebateu essas afirmações, dizendo que "não achamos que a mágica e a química do personagem de Brooke se sustentariam a longo prazo".
A quinta temporada introduziu o ator Kevin McKidd (Dr. Owen Hunt), que foi contratado como regular da série após ser originalmente escolhido para um arco de história específico. Além disso, Jessica Capshaw (Dra. Arizona Robbins) foi originalmente apresentada para um arco de três episódios, mas recebeu uma extensão de contrato até o final da temporada; e então foi feita uma regular na sexta temporada.
Knight deixou o programa no final da quinta temporada, citando uma infelicidade com o desenvolvimento e a falta de tempo na tela para seu personagem. Diretamente após a partida de Knight, a Entertainment Weekly relatou que Heigl não havia retornado ao set conforme planejado após sua licença maternidade. Mais tarde foi confirmado que Heigl não voltaria ao show.
Kim Raver, que foi escalada como personagem recorrente, Dra. Teddy Altman, na sexta temporada, foi promovida ao elenco principal no final da temporada. Sarah Drew (Dra. April Kepner) e Jesse Williams (Dr. Jackson Avery), que fizeram sua série estreia como personagens recorrentes na sexta temporada foram promovidos ao elenco principal para a sétima.
Os seis contratos atores originais expiraram após a oitava temporada, mas em maio de 2012, Pompeo, Oh, Dempsey, Chambers, Wilson e Pickens renovaram seus contratos com o programa por mais dois anos. No final da oitava temporada, a personagem de Leigh, Lexie Grey, partiu do show a pedido de Leigh, e com o acordo de Rhimes. O personagem de Raver, Teddy Altman, também foi eliminado do programa durante o final da oitava temporada. Rhimes disse que a Raver recebeu uma proposta de renovação de contrato, mas ela recusou.
Em julho de 2012, Dane (Sloan) confirmou que estava saindo do programa para realizar outros projetos; ele fez sua última aparição nos dois primeiros episódios da nona temporada. Com o início da temporada 10, Camilla Luddington, Jerrika Hinton, Gaius Charles e Tessa Ferrer foram introduzidas no programa como regulares da série. Eles foram apresentados pela primeira vez na temporada 9 como os novos internos, Jo Wilson, Stephanie Edwards, Shane Ross e Leah Murphy. Em 13 de agosto de 2013, Oh (Cristina) anunciou que a décima temporada do programa seria sua última. Em março de 2014, foi anunciado que Isaiah Washington, que interpretou Preston Burke nas três primeiras temporadas do programa, faria uma aparição para coincidir com a saída da regular Sandra Oh, sua ex-interesse amorosa na tela. Os contratos de Charles e Ferrer não foram renovados para a temporada 11.
Em 2 de maio de 2014, foi anunciado que, além de Pompeo e Dempsey, todos os membros restantes do elenco original - com exceção de Sandra Oh - assinaram contratos de dois anos, estendendo seus contratos pelas 11 e 12 temporadas. Introduzida na segunda temporada, Sara Ramirez está no mesmo cronograma de negociação do elenco da primeira temporada e também assinou um contrato de dois anos. Em 23 de abril de 2015, Dempsey deixou o programa durante a décima primeira temporada do programa, apesar de ainda ter um ano de contrato. Na noite do final da 12ª temporada, 19 de maio de 2016, Sara Ramirez anunciou que deixaria o programa após a decisão de não renovar seu contrato.
Em 17 de janeiro de 2018, foi anunciado pela ABC que o contrato de Ellen Pompeo havia sido renovado até a temporada 16. A renovação do contrato não apenas garante que Pompeo retorne como Meredith Grey, como também a torna produtora de Grey's Anatomy e co-executiva de Station 19. O acordo fará de Pompeo a atriz mais bem paga atualmente em uma série de TV dramática, com ela faturando US$ 575.000 por episódio e mais de US$ 20 milhões por ano. Em 8 de março de 2018, foi anunciado que Jessica Capshaw e Sarah Drew não voltariam para a décima quinta temporada depois que os produtores executivos decidiram deixá-las ir. Em maio de 2018, foi confirmado que Kim Raver, que fez participações recorrentes na décima quarta temporada, se tornaria novamente um membro regular a partir da décima quinta temporada. Em janeiro de 2020, Justin Chambers anunciou que havia deixado a série e que seu episódio final foi ao ar em 14 de novembro de 2019.

### Locais e técnicas de filmagem

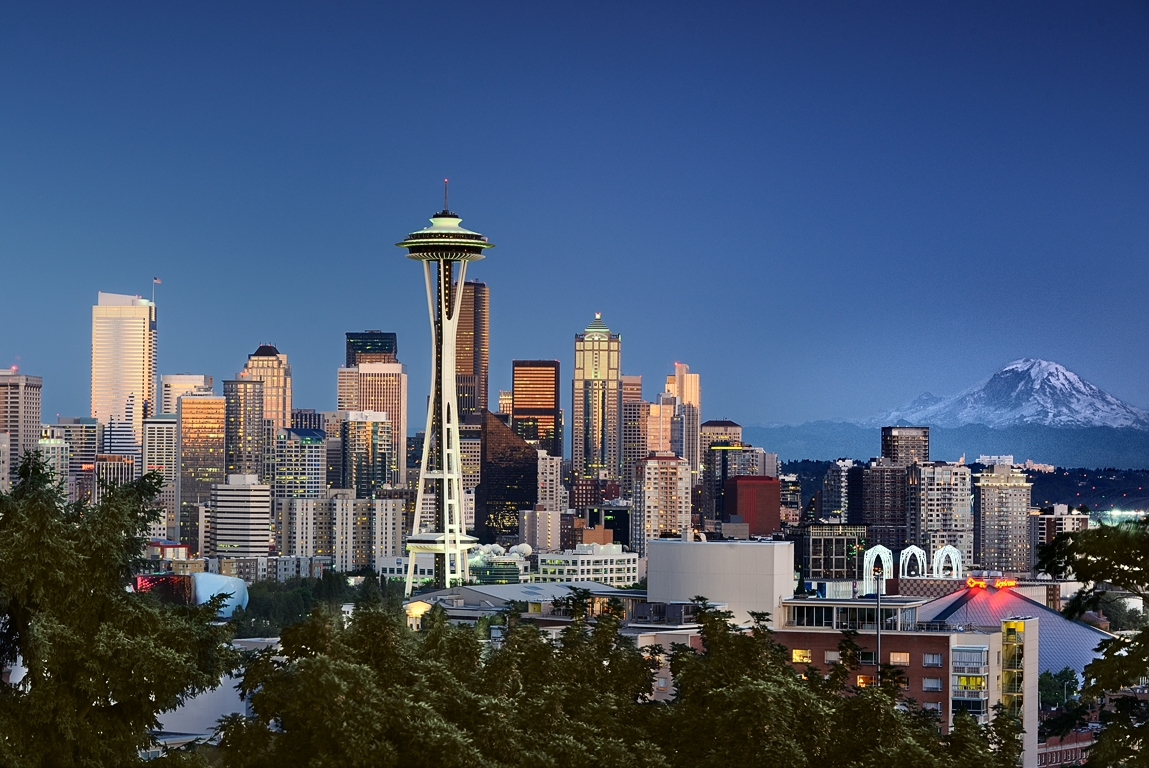
O Space Needle, em Seattle, é o plano de fundo de muitas fotos externas.

Rhimes considerou montar o drama médico em sua cidade natal, Chicago, mas acabou decidindo ir para Seattle, para distinguir Grey's Anatomy de ER, série que se passa em Chicago.
O Fisher Plaza, que é o prédio sede da antiga Fisher Communications (desde a fusão com o Sinclair Broadcasting Group) e as estações de rádio e televisão KOMO da SBG, afiliadas à ABC, em Seattle, é usado para algumas fotos externas do Hospital Memorial Grey-Sloan. Em particular, ambulâncias aéreas pousam no heliporto da KOMO-TV. Isso sugere que o hospital fica próximo ao Space Needle (que fica do outro lado da rua do Fisher Plaza), ao Monotrilho de Seattle e a outros pontos de referência locais.
No entanto, o hospital utilizado para a maior parte das cenas exteriores e a maioria das tomadas interiores não fica em Seattle. Essas cenas são filmadas no VA Sepulveda Ambulatory Care Center em North Hills, Califórnia, e cenas ocasionais de uma passagem interior acima do saguão mostram montanhas secas da Califórnia ao longe. O exterior da casa de Meredith Grey é real. No programa, o endereço da casa é 613 Harper Lane, mas esse não é um endereço real. A casa física está localizada na 303 W. Comstock St., na Queen Anne Hill, Seattle, Washington. A maioria das cenas é gravada no Prospect Studios, em Los Feliz, a leste de Hollywood, onde o set de Grey's Anatomy ocupa seis palcos. Algumas cenas externas são filmadas no Warren G. Magnuson Park, em Seattle. Vários acessórios utilizados são equipamentos médicos reais, incluindo a máquina de ressonância magnética.
Quando questionada sobre as cenas da sala de cirurgia, Sarah Drew disse:
Trabalhamos com órgãos bovinos, que são os órgãos de vaca, o cheiro é repulsivo e nos faz querer vomitar. E usamos uma ferramenta de solda real para soldar os órgãos. Cheira a carne queimada. Há também muita matéria de silicone e sangue, gelatina vermelha misturada com sangue e gordura de galinha. É bem nojento
As roupas são usadas para diferenciar os cirurgiões, que usam traje azul marinho, dos residentes, que vestem traje azul claro. A série é filmada com uma configuração de câmera única, assim como muitos dramas. Grey's Anatomy é frequentemente filmado usando a técnica de filmagem "walk and talk", popularizada na televisão por séries como St. Elsewhere, ER, e The West Wing.

## Episódios
| Temporada | Temporada | Episódios | Episódios | Originalmente exibido  | Originalmente exibido |
| Temporada | Temporada | Episódios | Episódios | Estreia da temporada   | Final da temporada    |
| --------- | --------- | --------- | --------- | ---------------------- | --------------------- |
|           | 1         | 9         | 9         | 27 de março de 2005    | 22 de maio de 2005    |
|           | 2         | 27        | 27        | 25 de setembro de 2005 | 15 de maio de 2006    |
|           | 3         | 25        | 25        | 21 de setembro de 2006 | 17 de maio de 2007    |
|           | 4         | 17        | 17        | 27 de setembro de 2007 | 22 de maio de 2008    |
|           | 5         | 24        | 24        | 25 de setembro de 2008 | 14 de maio de 2009    |
|           | 6         | 24        | 24        | 24 de setembro de 2009 | 20 de maio de 2010    |
|           | 7         | 22        | 22        | 23 de setembro de 2010 | 19 de maio de 2011    |
|           | 8         | 24        | 24        | 22 de setembro de 2011 | 17 de maio de 2012    |
|           | 9         | 24        | 24        | 27 de setembro de 2012 | 16 de maio de 2013    |
|           | 10        | 24        | 24        | 26 de setembro de 2013 | 15 de maio de 2014    |
|           | 11        | 25        | 25        | 25 de setembro de 2014 | 14 de maio de 2015    |
|           | 12        | 24        | 24        | 24 de setembro de 2015 | 19 de maio de 2016    |
|           | 13        | 24        | 24        | 22 de setembro de 2016 | 18 de maio de 2017    |
|           | 14        | 24        | 24        | 28 de setembro de 2017 | 17 de maio de 2018    |
|           | 15        | 25        | 25        | 27 de setembro de 2018 | 16 de maio de 2019    |
|           | 16        | 21        | 21        | 26 de setembro de 2019 | 9 de abril de 2020    |
|           | 17        | 17        | 17        | 12 de novembro de 2020 | 3 de junho de 2021    |
|           | 18        | 20        | 20        | 30 de setembro de 2021 | 26 de maio de 2022    |
|           | 19        | 20        | 20        | 6 de outubro de 2022   | 18 de maio de 2023    |
|           | 20        | 10        | 10        | 14 de março de 2024    | 30 de maio de 2024    |
|           | 21        | 18        | 18        | 26 de setembro de 2024 | 15 de maio de 2025    |

### 1ª temporada (2005)
A ABC anunciou a primeira temporada de Grey's Anatomy no final de 2004 como um programa substituto de meio da temporada de Boston Legal. Foi originalmente programado para ficar no horário de Boston Legal por apenas quatro semanas, mas depois de receber altas avaliações permaneceu no horário para o restante da temporada. A primeira temporada estreou em 27 de março de 2005 e terminou em 22 de maio de 2005, contando com 9 episódios.

### 2ª temporada (2005-2006)
A ABC renovou Grey's Anatomy para a segunda temporada. Os cinco primeiros episódios da segunda temporada foram originalmente programados para ir ao ar durante a primeira, mas a emissora decidiu encerrar a primeira temporada de Grey's Anatomy na mesma noite do final de Desperate Housewives. A segunda temporada estreou em 25 de setembro de 2005 e terminou em 15 de maio de 2006, contando com 27 episódios.
- Kate Walsh (Addison Montgomery) entra para o elenco principal da série, após uma breve participação na temporada 1.

### 3ª temporada (2006-2007)
A ABC renovou Grey's Anatomy para a terceira temporada. Essa temporada foi realocada para o cobiçado horário de quinta-feira às 21:00 - um espaço que a série manteve até a temporada 10, a partir da temporada 11, o show passou para o horário das 20:00. O programa retornou para as 21:00 no meio da temporada 16. Sendo a quinta-feira, há anos, o dia mais competitivo da televisão americana, essa mudança, segundo muitos analistas e críticos, prova o enorme voto de confiança que a série tem da emissora. A mudança, entretanto, não foi impensada, pois a ABC já havia testado o potencial da série para às quintas-feiras em 9 de fevereiro de 2006, ao exibir, após o Super Bowl, o episódio "It's The End of the World". No dia 16 de fevereiro, a quinta-feira seguinte, a ABC repetiu a segunda parte desse arco, o episódio "(As We Know It)". Em ambos os dias, apesar de ter enfrentado gigantes do horário, como os seriados CSI e Without a Trace da CBS e o já tradicional seriado médico da NBC, ER, a série apresentou uma performance sólida, com as reprises mantendo, com segurança, o segundo lugar. Tal desempenho provavelmente foi essencial para que a emissora reposicionasse a série. A terceira temporada estreou em 21 de setembro de 2006 e terminou em 17 de maio de 2007, contando com 25 episódios.
- Sara Ramírez (Callie Torres) entra para o elenco principal da série, após participações recorrentes na temporada 2.
- Eric Dane (Mark Sloan) entra para o elenco principal da série, após uma breve participação na temporada 2.
- Isaiah Washington (Preston Burke) deixa a série. Ele retorna em um episódio da temporada 10.
- Kate Walsh (Addison Montgomery) deixa a série para estrelar o spin-off Private Practice. Ela continua fazendo participações até a temporada 8, anos depois fazendo participações recorrentes na temporada 18.

### 4ª temporada (2007-2008)
A ABC renovou Grey's Anatomy para a quarta temporada em 15 de março de 2007. Ao contrário das outras temporadas, exceto a primeira, que foi ao ar no meio da temporada, a quarta temporada de Grey's Anatomy teve um número reduzido de episódios, devido à greve da dos roteiristas dos Estados Unidos entre 2007 a 2008, que causou a cessação da produção de fevereiro a abril, deixando o programa sem escritores durante esse tempo. Como o programa só produziu dez episódios antes do hiato de férias de inverno e transmitiu outro após o intervalo, o programa decidiu completar a temporada com seis novos episódios e retornou em 24 de abril de 2008. Apenas dezessete episódios foram produzidos dos vinte e três originalmente concebidos para a temporada. A quarta temporada estreou em 27 de setembro de 2007 e terminou em 22 de maio de 2008, contando com 17 episódios.
- Brooke Smith (Erica Hahn) entra para o elenco principal da série, após participações recorrentes nas temporadas 2 e 3.
- Chyler Leigh (Lexie Grey) entra para o elenco principal da série depois de uma breve participação na temporada 3.

### 5ª temporada (2008-2009)
A ABC renovou Grey's Anatomy para a quinta temporada em 11 de fevereiro de 2008. A temporada marca o 100.º episódio da série no geral, no 22.º episódio da temporada. A quinta temporada estreou em 25 de setembro de 2008 e terminou em 14 de maio de 2009, contando com 24 episódios.
- Kevin McKidd (Owen Hunt) entra para o elenco principal da série, após participações recorrentes na mesma temporada.
- T.R. Knight (George O'Malley) deixa a série. Ele faz uma participação especial na temporada 17.
- Brooke Smith (Erica Hahn) deixa a série.

### 6ª temporada (2009-2010)
A ABC renovou Grey's Anatomy para a sexta temporada em 23 de abril de 2009. Durante a sexta temporada, uma série de webisódios intitulados Seattle Grace: On Call foram ao ar na ABC.com. A sexta temporada estreou em 24 de setembro de 2009 e terminou em 20 de maio de 2010, contando com 24 episódios.
- Jessica Capshaw (Arizona Robbins) entra para o elenco principal da série, após participações recorrentes na temporada 5.
- Kim Raver (Teddy Altman) entra para o elenco principal da série, após participações recorrentes na mesma temporada.
- Katherine Heigl (Izzie Stevens) deixa a série.

### 7ª temporada (2010-2011)
A ABC renovou Grey's Anatomy para a sétima temporada em 18 de maio de 2010. Seguido de Seattle Grace: On Call, Seattle Grace: Message of Hope foi transmitido durante o início da sétima temporada. Também durante a sétima temporada, a série produziu um episódio musical intitulado "Song Beneath the Song", com músicas que se tornaram famosas através do uso em Grey's Anatomy. A sétima temporada estreou em 23 de setembro de 2010 e terminou em 19 de maio de 2011, contando com 22 episódios.
- Jesse Williams (Jackson Avery) entra para o elenco principal da série, após participações recorrentes na temporada 6.
- Sarah Drew (April Kepner) entra para o elenco principal da série, após participações recorrentes na temporada 6.

### 8ª temporada (2011-2012)
A ABC renovou Grey's Anatomy para a oitava temporada em 10 de janeiro de 2011. A oitava temporada estreou em 22 de setembro de 2011 e terminou em 17 de maio de 2012, contando com 24 episódios.
- Chyler Leigh (Lexie Grey) deixa a série. Ela faz uma participação especial na temporada 17.
- Kim Raver (Teddy Altman) deixa a série. Ela retorna na temporada 14 com participações recorrentes, e na temporada 15 retorna ao elenco principal.

### 9ª temporada (2012-2013)
A ABC renovou Grey's Anatomy para a nona temporada em 11 de maio de 2012. A nona temporada estreou em 27 de setembro de 2012 e terminou em 16 de maio de 2013, contando com 24 episódios.
- Eric Dane (Mark Sloan) deixa a série. Ele faz uma participação especial na temporada 17.

### 10ª temporada (2013-2014)
A ABC renovou Grey's Anatomy para décima temporada em 10 de maio de 2013. A temporada marca o 200.º episódio da série no geral, no 4.º episódio da temporada. A décima temporada estreou em 27 de setembro de 2013 e terminou em 15 de maio de 2014, contando com 24 episódios.
- Camilla Luddington (Jo Wilson) entra para o elenco principal da série, após participações recorrentes na temporada 9.
- Jerrika Hinton (Stephanie Edwards) entra para o elenco principal da série, após participações recorrentes na temporada 9.
- Gaius Charles (Shane Ross) entra para o elenco principal da série, após participações recorrentes na temporada 9; ele deixa a série no final da temporada.
- Tessa Ferrer (Leah Murphy) entra para o elenco principal da série, após participações recorrentes na temporada 9; ela deixa a série no final da temporada. Ela retorna na temporada 13.
- Tina Majorino (Heather Brooks) deixa a série no início da temporada, após participações recorrentes na temporada 9.
- Sandra Oh (Cristina Yang) deixa a série.

### 11ª temporada (2014–2015)
A ABC renovou Grey's Anatomy para a décima primeira temporada em 8 de maio de 2014. Além disso, o show foi transferido para o horário de quinta-feira às 20:00. Depois de quatro temporadas fora dos 25 programas mais votados, Grey's Anatomy foi o número 15 da temporada 2013-2014. O programa também entrou novamente nos cinco principais programas na demografia de espectadores de 18 a 49 anos. A décima primeira temporada estreou em setembro de 2014 e terminou em maio de 2015, contando com 24 episódios.
- Caterina Scorsone (Amelia Shepherd) entra para o elenco principal da série, após a conclusão de Private Practice e de participações recorrentes na temporada 10.
- Kelly McCreary (Maggie Pierce) entra para o elenco principal da série, após breve participação na temporada 10 e participações recorrentes na mesma temporada.
- Patrick Dempsey (Derek Shepherd) deixa a série. Ele faz algumas participações recorrentes na temporada 17.

### 12ª temporada (2015-2016)
A ABC renovou Grey's Anatomy para a décima segunda temporada em 7 de maio de 2015. A décima segunda temporada estreou em 24 de setembro de 2015 e terminou em 19 de maio de 2016, contando com 24 episódios.
- Jason George (Ben Warren) entra para o elenco principal da série, após participações recorrentes nas temporada 6, 7, 8, 9, 10 e 11.
- Martin Henderson (Nathan Riggs) entra para o elenco principal da série.
- Giacomo Gianniotti (Andrew DeLuca) entra para o o elenco principal da série, após uma breve participação na temporada 11 e participações recorrentes na mesma temporada.
- Sara Ramírez (Callie Torres) deixa a série.

### 13ª temporada (2016-2017)
A ABC renovou Grey's Anatomy para a décima terceira temporada em 3 de março de 2016. A décima terceira temporada estreou em 22 de setembro de 2016 e terminou em 18 maio de 2017, contando com 24 episódios.
- Jerrika Hinton (Stephanie Edwards) deixa a série.

### 14ª temporada (2017-2018)
A ABC renovou Grey's Anatomy para a décima quarta temporada em 10 de fevereiro de 2017. A temporada marca o 300.º episódio da série no geral, no 7.º episódio da temporada. A décima quarta temporada estreou em 28 de setembro de 2017 e terminou em 17 maio de 2018, contando com 24 episódios.
- Martin Henderson (Nathan Riggs) deixa a série.
- Jessica Capshaw (Arizona Robbins) deixa a série.
- Sarah Drew (April Kepner) deixa a série. Ela faz uma participação especial na temporada 17.
- Jason George (Ben Warren) deixa a série para co-estrelar o spin-off Station 19. Ele continua fazendo participações recorrentes.

### 15ª temporada (2018-2019)
A ABC renovou Grey's Anatomy para a décima quinta temporada em 20 de abril de 2018. Durante essa temporada, o programa se tornou o maior drama médico, ultrapassando ER, que teve 331 episódios. A temporada estreou em 27 de setembro de 2018 e terminou em 16 de maio de 2019, contando com 25 episódios.
- Kim Raver (Teddy Altman) volta ao elenco principal da série, após participações recorrentes na temporada 14.

### 16ª temporada (2019-2020)
A ABC renovou Grey's Anatomy para a décima sexta e décima sétima temporada em 10 de maio de 2019 Nessa temporada o programa voltou ao seu antigo horário, às 21:00 das quintas-feiras. A décima sexta temporada estreou em 26 de setembro de 2019 e terminou em 9 de abril de 2020, contando com 21 episódios.
- Jake Borelli (Levi Schmidt) entra para o elenco principal da série, após participações recorrentes nas temporadas 14 e 15.
- Greg Germann (Tom Koracick) entra para o elenco principal da série, após participações recorrentes nas temporadas 14 e 15.
- Chris Carmack (Atticus Lincoln) entra para o elenco principal da série, após participações recorrentes na temporada 15.
- Justin Chambers (Alex Karev) deixa a série.

### 17ª temporada (2020-2021)
A ABC renovou Grey's Anatomy para a décima sexta e décima sétima temporada em 10 de maio de 2019.
- Richard Flood (Cormac Hayes) entra para o elenco principal da série após participações recorrentes na temporada 16.
- Anthony Hill (Winston Ndugu) entra para o elenco principal da série após uma participação na temporada 16.
- Giacomo Gianniotti (Andrew DeLuca) deixa a série.
- Jesse Williams (Jackson Avery) deixa a série.
- Greg Germann (Tom Koracick) deixa a série. Ele faz algumas participações na temporada 18.

### 18ª temporada (2021-2022)
A ABC renovou Grey's Anatomy para a décima oitava temporada em 10 de maio de 2021.
- Scott Speedman (Nick Marsh) entra para o elenco principal da série após uma breve participação na temporada 14.
- Richard Flood (Cormac Hayes) deixa a série.

## DVD
Desde sua estreia, a Buena Vista Home Entertainment lançou as primeiras oito temporadas em DVD nas regiões 1, 2 e 4. O DVD da primeira temporada, lançado em 14 de fevereiro de 2006, apresenta uma sequência alternativa de títulos, erros de gravação, cenas dos bastidores, comentários em áudio e uma edição extensa do episódio piloto. O DVD da segunda temporada, lançado em 12 de setembro de 2006, inclui episódios prolongados, uma entrevista com Wilson, cenas deletadas, uma turnê, um "Q&A" com o elenco e um segmento sobre a criação de efeitos especiais. O DVD da terceira temporada foi lançado em 11 de setembro de 2007, com recursos extras, incluindo episódios estendidos, uma entrevista com a estrela Patrick Dempsey, comentários em áudio e erros de gravação.
O DVD da quarta temporada, lançado em 9 de setembro de 2008, apresenta uma entrevista com Katherine Heigl e Justin Chambers, episódios prolongados, erros de gravação e cenas deletadas. O DVD da quinta temporada foi lançado em 15 de setembro de 2009 e inclui cenas deletadas, erros de gravação e episódios prolongados. O DVD da sexta temporada, lançado em 14 de setembro de 2010, apresenta cenas deletadas, um final estendido e erros de gravação. O DVD da sétima temporada, lançado em 13 de setembro de 2011, inclui uma edição extensa e uma reportagem dos bastidores do episódio musical, erros de gravação e cenas excluídas. Além disso, o DVD da oitava temporada foi lançado em 4 de setembro de 2012 com vários bônus e cenas deletadas.
O DVD da nona temporada foi lançado em 27 de agosto de 2013 com vários recursos extras e cenas deletadas. O DVD da décima temporada foi lançado em 2 de setembro de 2014 com novos recursos de bônus e cenas excluídas. A temporada foi lançada oficialmente em DVD como um boxset de seis discos, com o título de Grey's Anatomy: The Complete Tenth Season - Live For The Moments. Em vista da saída do personagem de Cristina Yang no final da temporada, o DVD apresentou um episódio extenso, Você sabe? e um artigo especial de Sandra Oh intitulado "An Immeasurable Gift" (Um presente incomensurável). A décima primeira foi lançada em DVD como um box de seis discos em 18 de agosto de 2015, com entrevistas com a nova personagem regular Caterina Scorsone e um recurso especial para a saída de Dempsey, "Como dizer adeus, Dr. Derek Shepherd". A décima segunda, foi lançada em DVD como um box de seis discos em 30 de agosto de 2016.

### Datas de lançamentos
| Temporada | Título                                                             | Datas de lançamento em DVD | Datas de lançamento em DVD | Datas de lançamento em DVD | Datas de lançamento em DVD |
| Temporada | Título                                                             | Região 1                   | Região 2                   | Região 4                   | Discos                     |
| --------- | ------------------------------------------------------------------ | -------------------------- | -------------------------- | -------------------------- | -------------------------- |
| 1         | Grey's Anatomy: Season One                                         | 14 de Fevereiro de 2006    | 10 de Julho de 2006        | 26 de Abril de 2006        | 2                          |
| 2         | Grey's Anatomy: The Complete Second Season - Uncut                 | 12 de Setembro de 2006     | 28 de Maio de 2007         | 10 de Janeiro de 2007      | 6                          |
| 3         | Grey's Anatomy: The Complete Third Season - Seriously Extended     | 11 de Setembro de 2007     | 15 de Setembro de 2008     | 31 de Outubro de 2007      | 7                          |
| 4         | Grey's Anatomy: The Complete Fourth Season – Expanded              | 9 de Setembro de 2008      | 23 de Novembro de 2009     | 5 de Novembro de 2008      | 5                          |
| 5         | Grey's Anatomy: The Complete Fifth Season – More Moments           | 15 de Setembro de 2009     | 23 de Agosto de 2010       | 4 de Novembro de 2009      | 7                          |
| 6         | Grey's Anatomy: The Complete Sixth Season - More is Better         | 14 de Setembro de 2010     | 5 de Dezembro de 2011      | 3 de Novembro de 2010      | 6                          |
| 7         | Grey's Anatomy: The Complete Seventh Season - More Heartbeats      | 13 de Setembro de 2011     | 28 de Maio de 2012         | 2 de Novembro de 2011      | 6                          |
| 8         | Grey's Anatomy: The Complete Eighth Season - Extraordinary Moments | 4 de Setembro de 2012      | 3 de Dezembro de 2012      | 17 de Outubro de 2012      | 6                          |
| 9         | Grey's Anatomy: The Complete Ninth Season – Everything Changes     | 27 de Agosto de 2013       | 4 de Novembro de 2013      | 2 de Outubro de 2013       | 6                          |
| 10        | Grey's Anatomy: The Complete Tenth Season - Live For The Moments   | 2 de Setembro de 2014      | 3 de Novembro de 2014      | 8 de Outubro de 2014       | 6                          |
| 11        | Grey's Anatomy: The Complete Eleventh Season - Life Changes        | 18 de Agosto de 2015       | 5 de Outubro de 2015       | 7 de Outubro de 2015       | 6                          |
| 12        | Grey's Anatomy: The Complete Twelfth Season - Let the Sun Shine    | 30 de Agosto de 2016       | 3 de Outubro de 2016       | 2 de Novembro de 2016      | 6                          |
| 13        | Grey's Anatomy: The Complete Thirteenth Season                     | 29 de Agosto de 2017       | 23 de Outubro de 2017      | 8 de Novembro de 2017      | 6                          |
| 14        | Grey's Anatomy: The Complete Fourteenth Season                     | —                          | 22 de outubro 2018         | 7 de novembro de 2018      | 6                          |
| 15        | Grey's Anatomy: The Complete Fifteenth Season                      | —                          | 25 de novembro de 2019     | 13 de novembro de 2019     | 7 (região 2) 6 (região 4)  |

## Recepção

### Audiência televisiva nos EUA
Grey's Anatomy recebeu altas visualizações e classificações desde a sua estreia. As quatro primeiras temporadas do programa foram classificadas entre as dez melhores entre todos os telespectadores, atingindo seu pico de audiência na Nielsen ratings na segunda temporada, atraindo uma média de 19,44 milhões de telespectadores por episódio e ficando em quinto lugar geral. Após a mudança do horário do programa, o ranking geral diminuiu constantemente, ficando abaixo dos dez primeiros na quinta temporada. Grey's Anatomy teve sua maior queda da sexta para a sétima temporada, passando do décimo sétimo lugar para o trigésimo primeiro. A série está em constante declínio em termos de audiência e classificação geral, mas ainda mantém valor nos gráficos quando os números são extraídos do digital video recorder (DVR). Foi o programa mais gravado entre 2007 e 2011, com base em totais acumulados, e tem sido por vários anos seguidos.
O episódio mais assistido da série é "It's the End of the World", com 37,88 milhões de espectadores, auxiliado por um lead-in do Super Bowl XL. Grey's Anatomy foi o programa mais caro na televisão na temporada 2007-08, medido pela receita de publicidade, com ganhos de US $ 400.000 por trinta segundos. A série foi nomeada com a quarta (atrás Desperate Housewives, Two and a Half Men, e American Idol), e a quinta (atrás Glee, Two and a Half Men, The X Factor (Estados Unidos) e American Idol) mais alta receita lucrativa, com ganhos de US $ 2,67 milhões e US $ 2,75 milhões por meia hora, em 2011 e 2012, respectivamente. Embora Grey's Anatomy não esteja mais classificado entre os principais números das classificações gerais, o ranking da série nos principais números demográficos 18-49 permaneceu alto. Desde a oitava temporada, a série se tornou o drama de maior audiência na televisão no público-alvo. Em 2016, um estudo do New York Times, sobre os 50 programas de TV com o maior número de curtidas no Facebook, descobriu que Grey's Anatomy era "o mais popular em uma parte do meio do país, particularmente em áreas com uma porcentagem menor de graduados".
Abaixo está uma tabela dos rankings sazonais de Grey's Anatomy no mercado de televisão dos EUA, com base na média de espectadores por episódio. Cada temporada de televisão em rede nos EUA começa em setembro e termina no final de maio, que coincide com a conclusão das varreduras de maio.
| Temporada | Horário (EST)                                           | Número de episódios | Estreia                | Estreia             | Final              | Final               | Temporada de TV | Ranking | Ranking adultos 18–49 | Visualização geral |
| Temporada | Horário (EST)                                           | Número de episódios | Data                   | Audiência (Milhões) | Data               | Audiência (Milhões) | Temporada de TV | Ranking | Ranking adultos 18–49 | Visualização geral |
| --------- | ------------------------------------------------------- | ------------------- | ---------------------- | ------------------- | ------------------ | ------------------- | --------------- | ------- | --------------------- | ------------------ |
| 1         | Domingos 22:00                                          | 9                   | 27 de março de 2005    | 16.25               | 22 de maio de 2005 | 22.22               | 2004–05         | N.º 9   | N.º 5                 | 18.46              |
| 2         | Domingos 22:00                                          | 27                  | 25 de setembro de 2005 | 18.98               | 15 de maio de 2006 | 22.50               | 2005–06         | N.º 5   | N.º 4                 | 19.44              |
| 3         | Quintas-feiras 21:00                                    | 25                  | 21 de setembro de 2006 | 25.41               | 17 de maio de 2007 | 22.57               | 2006–07         | N.º 8   | N.º 3                 | 19.17              |
| 4         | Quintas-feiras 21:00                                    | 17                  | 27 de setembro de 2007 | 20.93               | 22 de maio de 2008 | 18.09               | 2007–08         | N.º 10  | N.º 3                 | 15.92              |
| 5         | Quintas-feiras 21:00                                    | 24                  | 25 de setembro de 2008 | 18.29               | 14 de maio de 2009 | 17.12               | 2008–09         | N.º 12  | N.º 3                 | 14.52              |
| 6         | Quintas-feiras 21:00                                    | 24                  | 24 de setembro de 2009 | 17.03               | 20 de maio de 2010 | 16.13               | 2009–10         | N.º 16  | N.º 6                 | 13.55              |
| 7         | Quintas-feiras 21:00                                    | 22                  | 23 de setembro de 2010 | 14.32               | 19 de maio de 2011 | 9.89                | 2010–11         | N.º 31  | N.º 9                 | 11.41              |
| 8         | Quintas-feiras 21:00                                    | 24                  | 22 de setembro de 2011 | 10.38               | 17 de maio de 2012 | 11.44               | 2011–12         | N.º 32  | N.º 10                | 10.92              |
| 9         | Quintas-feiras 21:00                                    | 24                  | 27 de setembro de 2012 | 11.73               | 16 de maio de 2013 | 8.99                | 2012–13         | N.º 26  | N.º 10                | 11.07              |
| 10        | Quintas-feiras 21:00                                    | 24                  | 26 de setembro de 2013 | 9.27                | 15 de maio de 2014 | 8.92                | 2013–14         | N.º 15  | N.º 5                 | 12.12              |
| 11        | Quintas-feiras 20:00                                    | 25                  | 25 de setembro de 2014 | 9.81                | 14 de maio de 2015 | 8.33                | 2014–15         | N.º 31  | N.º 13                | 11.57              |
| 12        | Quintas-feiras 20:00                                    | 24                  | 24 de setembro de 2015 | 9.55                | 19 de maio de 2016 | 8.19                | 2015–16         | N.º 21  | N.º 8                 | 11.20              |
| 13        | Quintas-feiras 20:00                                    | 24                  | 22 de setembro de 2016 | 8.75                | 18 de maio de 2017 | 7.92                | 2016–17         | N.º 19  | N.º 9                 | 10.88              |
| 14        | Quintas-feiras 20:00                                    | 24                  | 28 de setembro de 2017 | 8.07                | 17 de maio de 2018 | 7.60                | 2017–18         | N.º 20  | N.º 11                | 10.83              |
| 15        | Quintas-feiras 20:00                                    | 25                  | 27 de setembro de 2018 | 6.81                | 16 de maio de 2019 | 5.99                | 2018–19         | N.º 27  | N.º 8                 | 9.87               |
| 16        | Quintas-feiras 20:00 (1-9) Quintas-feiras 21:00 (10-21) | 21                  | 26 de setembro de 2019 | 6.51                | 9 de abril de 2020 | 7.33                | 2019–20         | N.º 22  | N.º 6                 | 9.39               |

## Prêmios e indicações
Grey's Anatomy ganhou uma série de prêmios. Em julho de 2012, o programa foi indicado para 25 Primetime Emmy Awards, tendo sido indicado para pelo menos um por ano, exceto em 2010. No 57.º Primetime Emmy Awards de 2005, Sandra Oh foi nomeada para Melhor Atriz Coadjuvante em uma Série Dramática, na qual ela foi indicada para todos os anos até 2009, e Horton foi indicada para Melhor Direção de Série Dramática. No ano seguinte, no 58º Primetime Emmy Awards, a série recebeu uma indicação para Melhor Série Dramática, pela qual foi indicada novamente em 2007. Também em 2006, Chandra Wilson foi indicada para Melhor Atriz Coadjuvante em uma Série Dramática, na qual foi nomeada todos os anos até 2009, e Kyle Chandler foi indicado para Melhor Ator Convidado em Série Dramática. A 58ª Cerimônia também homenageou Rhimes e Vernoff, que foram indicadas para Melhor Roteiro em Série Dramática. Rhimes, cuja carreira começou em 1995, produziu mais uma série na ABC, Scandal, que foi ao ar de 2012 a 2018. A partir de 2005, Rhimes foi continuamente indicada para vários prêmios, incluindo três Emmy Awards: o primeiro em 2006 para uma série dramática e uma indicação separada para escrever uma série dramática, seguida pela terceira indicação em 2007 para uma série dramática.

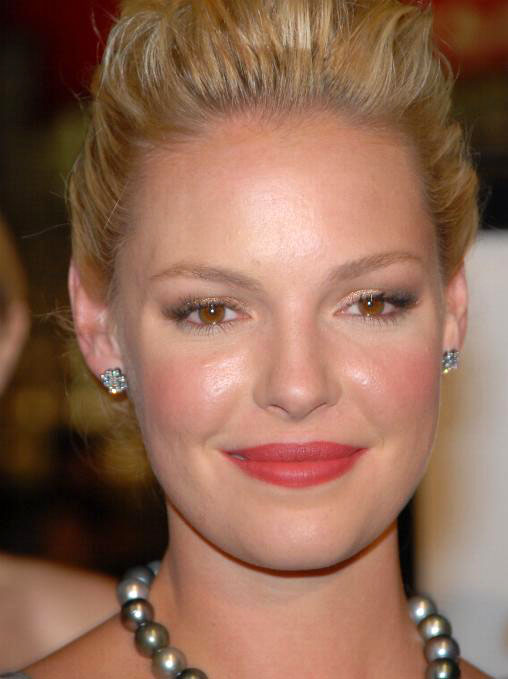
Katherine Heigl é a única membro do elenco que recebeu um Prémios Emmy do Primetime

Em 2007, no 59º Primetime Emmy Awards, Katherine Heigl ganhou o prêmio de Melhor Atriz Coadjuvante em uma Série Dramática, enquanto T.R. Knight foi indicado como Melhor Ator Coadjuvante em Série Dramática. Numerosas atrizes convidadas foram indicadas para Melhor Atriz Convidada em uma série dramática, incluindo Kate Burton em 2006 e 2007, Christina Ricci em 2006, Elizabeth Reaser em 2007, Diahann Carroll em 2008 e Sharon Lawrence em 2009, mas a única atriz que ganhou o prêmio foi Loretta Devine em 2011, que foi nomeada novamente em 2012. O programa também foi indicado para treze prêmios Creative Arts Emmy, tendo vencido três deles: elenco extraordinário para uma série dramática, maquiagem proeminente para uma série de câmera única (não protética) e maquiagem protética proeminente para uma série, minissérie, filme ou especial.
O programa recebeu dez indicações ao Prêmios Globo de Ouro desde sua estréia. No 63º Globo de Ouro, em 2006, a série foi indicada para Melhor Série Dramática, Patrick Dempsey foi nomeado para Melhor Ator em Série Dramática, para o qual foi nomeado novamente em 2007, e Sandra Oh ganhou o prêmio de Melhor Atriz Coadjuvante em Série, Minissérie ou Filme para Televisão. No ano seguinte, no 64º Globo de Ouro, em 2007, Ellen Pompeo foi nomeada para Melhor Atriz em Série Dramática, e o show ganhou o prêmio de Melhor Série Dramática. No 65º Globo de Ouro, em 2008, Katherine Heigl foi indicada para Melhor Atriz Coadjuvante em Série, Minissérie ou Filme para Televisão, enquanto a série foi nomeada para Melhor Série Dramática.
A série ganhou o People's Choice Awards de Melhor Drama cinco vezes em 2007, 2013, 2015, 2016 e 2017 e foi indicada a vários outros People's Choice Awards, com indicações recebidas por Sandra Oh bem como várias vitórias de Dempsey, Pompeo vence nos últimos anos de 2013 e 2015, Demi Lovato, como estrela convidada, e o drama como um todo para Drama de TV favorito. Em 2007, Rhimes e o elenco feminino receberam o prêmio Women in Film Crystal + Lucy Awards, em reconhecimento à excelência e inovação da série como um trabalho criativo que aprimorou a percepção das mulheres por meio da televisão.
A série foi homenageada com inúmeras indicações ao NAACP Image Award, muitas delas vencidas, incluindo cinco prêmios de Melhor Série Dramática. Grey's Anatomy também recebeu vários Screen Actors Guild Awards, com indicações recebidas por Dempsey, além de vitórias de Oh, Wilson, e do elenco principal em Melhor Elenco em uma Série Dramática

## Spin-offs
Grey's Anatomy possui dois spin-offs, Private Practice e Station 19.

### Private Practice

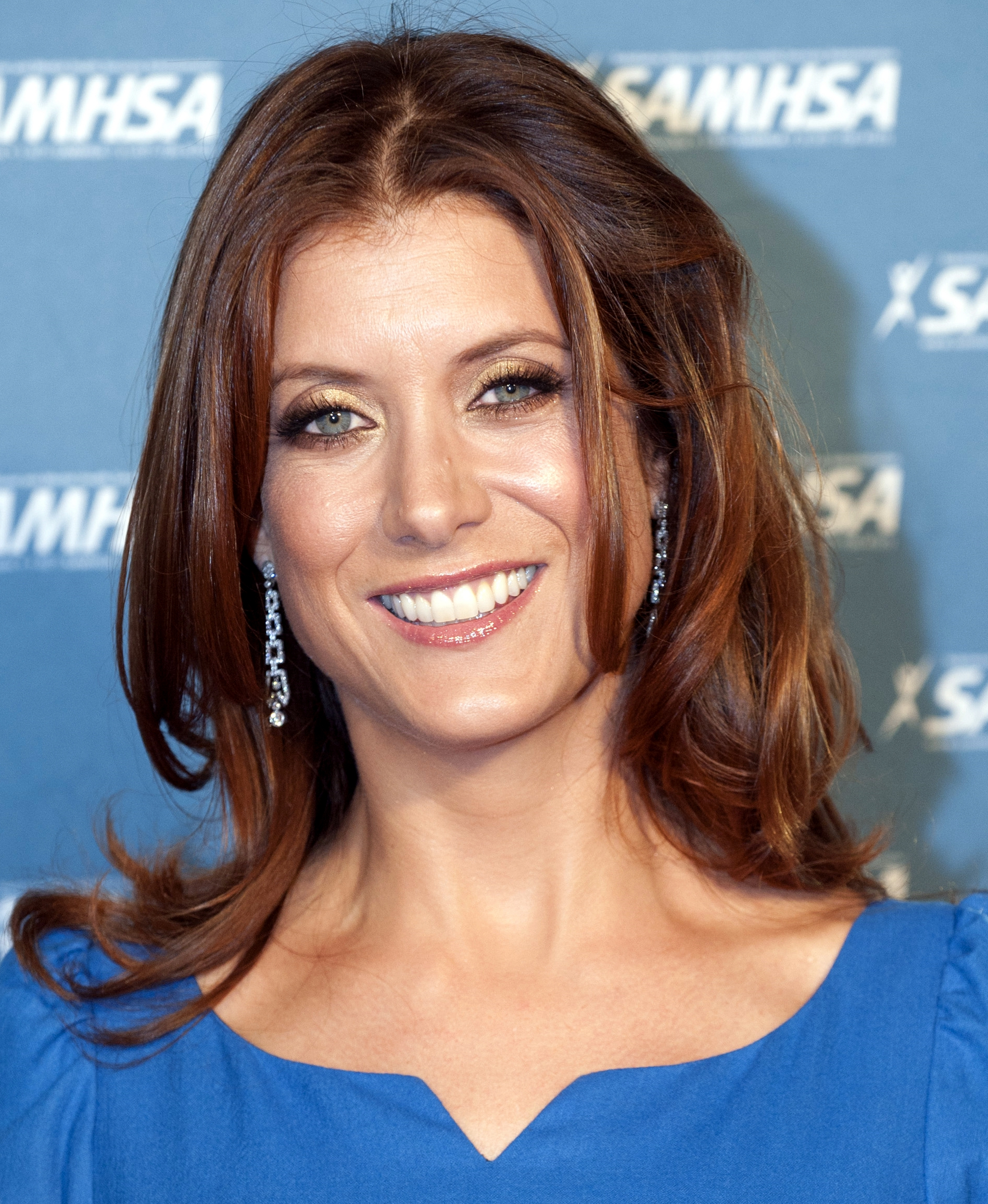
O elenco de Grey's Anatomy ficou descontente com a decisão da rede de centralizar o spin-off da personagem de Kate Walsh.

Em 21 de fevereiro de 2007, o The Wall Street Journal informou que a ABC estava desenvolvendo uma série de televisão sobre drama médico para Grey's Anatomy, com a personagem de Walsh, Addison Montgomery. Informações subsequentes confirmaram a decisão, declarando que uma transmissão expandida de duas horas de Grey's Anatomy, serviria como um episódio piloto para o spin-off proposto. O elenco de Grey's Anatomy estava infeliz com a decisão, pois todos esperavam que o spin-off tivesse sido dado a eles. Pompeo comentou que, como protagonista, deveria ter sido consultada, e Heigl revelou que esperava um spin-off para Stevens. O episódio piloto que foi ao ar em 3 de maio de 2007, na série, Montgomery vai tirar uma licença do Seattle Grace Hospital, para visitar sua melhor amiga de Los Angeles, Naomi Bennett (Merrin Dungey, depois Audra McDonald), especialista em endocrinologia reprodutiva e infertilidade. Enquanto em Los Angeles, ela conhece os colegas de Bennett no Oceanside Wellness Center. A transmissão de duas horas, intitulada "The Other Side of This Life", serviu como o vigésimo segundo e vigésimo terceiro episódio da terceira temporada, e foi dirigida por Michael Grossman, de acordo com a Variety. O elenco inclui Amy Brenneman, Paul Adelstein, Tim Daly, Taye Diggs, Chris Lowell e Merrin Dungey.
A personagem de KaDee Strickland, Charlotte King, que foi apresentada na estreia da primeira temporada do spin-off, não apareceu nos bastidores do episódio piloto. Sua adição ao elenco principal foi anunciada em 11 de julho de 2007, antes do início da primeira temporada. Ela não precisou fazer um teste para o papel, mas foi escalada após uma reunião com Rhimes. McDonald também não estava presente no episódio piloto, devido a sua personagem, Naomi Bennett, ter sido interpretada por uma atriz diferente, Merrin Dungey. No entanto, em 29 de junho de 2007, a ABC anunciou que o Dungey seria substituído, sem motivo para a alteração. O drama foi intitulado de Private Practice, e seu episódio de estreia seguiu a segunda parte da estreia da temporada de Dancing with the Stars, e forneceu um lead-in para a série de calouros Dirty Sexy Money. Pushing Daisies, uma terceira nova série da noite, completou a programação como uma entrada para Private Practice. A série terminou em janeiro de 2013 após seis temporadas.
Grey's Anatomy teve cinco histórias cruzadas com Private Practice.
- "In Which We Meet Addison, a Nice Girl From Somewhere Else" (PP 1.01), a estreia da série, começa com Addison e Richard conversando sobre sua demissão no Seattle Grace Hospital.
- "Before and After"/"Ex-Life"/"An Honest Mistake" (GA 5.15/PP 2.16/GA 5.16) — O irmão de Addison, Archer, é levado ao Seattle Grace para uma cirurgia no cérebro, e Derek pede ajuda de Addison com uma paciente grávida.
- "Invasion"/"Right Here, Right Now" (GA 6.05/PP 3.03)— Depois que Izzie comete um erro, fazendo com que a paciente perca um transplante de rim, Bailey viaja para Los Angeles com seu paciente para o transplante.
- "Blink"/"Another Second Chance" (GA 6.11/PP 3.11) — Addison ajuda Mark a realizar uma operação em sua filha grávida.
- "Have You Seen Me Lately?"/"You Break My Heart" (GA 8.15/PP 5.15) — A irmã de Derek, Amelia, pede que ele faça uma cirurgia arriscada de gliosarcoma em Erica Warner, a mãe do filho de Cooper, Mason.

Também houve vários casos em que Addison ou Amelia viajam para Seattle sem que haja uma história envolvendo os dois programas. Depois que Private Practice terminou, Amelia Shepherd apareceu ainda mais frequentemente em Grey's Anatomy. Mais tarde, ela foi escalada como regular da série.

### Station 19

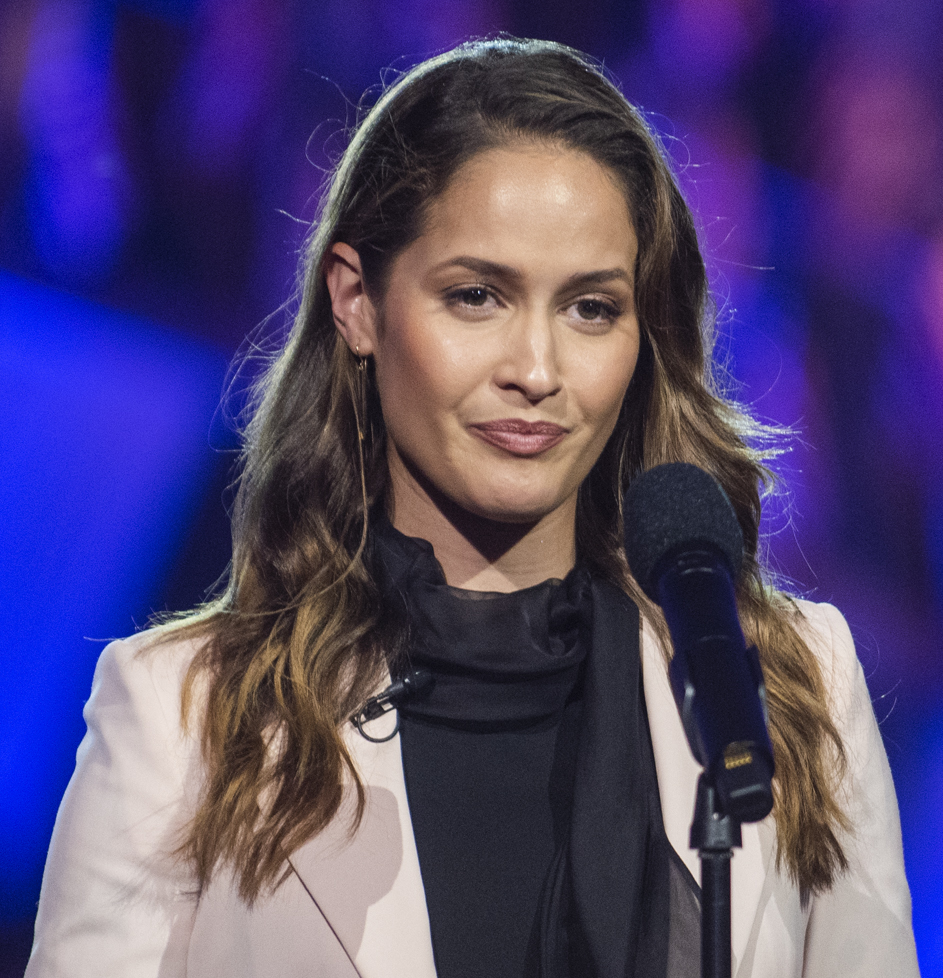
Jaina Lee Ortiz foi a primeira atriz escalada para o spin-off

Em 16 de maio de 2017, Channing Dungey anunciou na ABC Upfronts que a rede encomendou outro spin-off de Grey's Anatomy, este focado em bombeiros em Seattle. A série estreou no meio da temporada em 2018. Stacy McKee, roteirista e produtora executiva de Grey's, serve como showrunner da série. O novo programa foi introduzido na temporada 14, no episódio 13, quando um incêndio em uma casa leva os bombeiros para o Grey Sloan. Em julho de 2017, foi anunciado que Jaina Lee Ortiz foi escalada para o spin-off, sendo a primeira atriz escolhida. Em setembro de 2017, foi anunciado que Jason George, que interpreta o Dr. Ben Warren desde a temporada 6, deixaria Grey's Anatomy para passar para o spin-off. Ele continuou sendo um membro regular em Grey's Anatomy até o spin-off começar a produção. Em outubro de 2017, foi anunciado que cinco novos membros regulares da série, sendo Grey Damon, Jay Hayden, Okieriete Onaodowan, Danielle Savre e Barrett Doss. Também foi anunciado que o spin-off teve uma ordem de 10 episódios para a primeira temporada. Mais tarde, em outubro de 2017, foi anunciado que Miguel Sandoval foi escolhido como o capitão do quartel.
Até o momento, Grey's Anatomy teve quatro histórias cruzadas com Station 19.
- "Momma Knows Best"/"Under the Surface" (GA 15.04/S19 2.02) — Uma criança, cuja mãe morreu no Grey Sloan, foge do hospital e acaba caindo nos canos do sistema de drenagem. Cabe à equipe da Estação 19 resgatar o garoto.
- "Friendly Fire"/"What I Did for Love"/"Always Ready" (S19 2.14/GA 15.23/S19 2.15) — O capitão Lucas Ripley inala uma substância tóxica, posteriormente ele desmaia na rua e é encontrado por Levi e levado ao Grey Sloan. Não sabendo da gravidade, Ripley foge do hospital para se encontrar com Vic porém quando descobre a gravidade ele vai para o Seattle Pres. Maggie começa um tratamento nele, porém não funciona e ela pede para a família se despedir.
- "Let's All Go to the Bar"/"I Know This Bar"/"Help Me Through the Night" (GA 16.09/S19 03.01/GA 16.10) — Acontece um acidente quando um carro bate no bar em que médicos estão, causando ferimentos em muitos deles. A equipe da Estação 19 é chamada para fazer o resgate das pessoas e levá-las para o Grey Sloan Hospital onde serão tratadas.

Também houve vários casos em que personagens de Grey's Anatomy aparecem em Station 19 e vice-versa sem que haja uma história envolvendo as duas séries.
A décima sexta temporada é paralela com a terceira temporada de Station 19. Há várias histórias que começam em Station 19 e terminam em Grey's mas não são crossovers oficiais. Geralmente a equipe de Station 19 realiza um resgate e encaminha os pacientes para o Grey Sloan onde são tratados.

## Adaptações
Grey Anatomy possui duas adaptações latinas em formato de telenovela; uma colombiana e outra mexicana, ambas com o título de A corazón abierto.

### Adaptação colombiana
A telenovela foi produzida pela Disney Media Networks Latin America para RCN Televisión. A telenovela tem a supervisão geral do colombiano Fernando Gaitán, conhecido por escrever os roteiros das telenovelas de sucesso como Café, con aroma de mujer, Yo soy Betty, la fea e Hasta que la plata nos separe.
A telenovela teve 2 temporadas, sendo a primeira transmitida entre 26 de abril e 15 de setembro de 2010. A segunda temporada foi exibida entre 28 de março e 11 de agosto de 2011. Uma terceira temporada foi planejada, porém as saídas dos atores Rafael Novoa e Marlon Moreno do elenco e a perda de audiência na segunda temporada fizeram os diretores do canal cancelarem a continuação da novela.

### Adaptação mexicana
A telenovela mexicana foi produzida pela TV Azteca em parceria com a Disney e foi exibida entre 9 de novembro de 2011 e 25 de maio de 2012. A telenovela contou com duas temporadas, sendo a primeira com a adaptação do escritor e dramaturgo colombiano Fernando Gaitán, que também trabalhou na versão colombia homônima da série. Já a segunda temporada foi adaptada por Luis Felipe Ybarra.

## Exibição internacional
Grey's Anatomy é exibida nos seguintes canais:
- América Latina (México, Colômbia, Venezuela e Argentina): Sony Channel[282]
- Brasil: Sony Channel, Star Channel
- Espanha: Fox Life[283]
- Itália: TV fechada - Fox Life / TV aberta - Italia 1 (até a temporada 7) e LA7 (a partir da temporada 8)[284]
- Portugal, Angola e Moçambique: Fox Life[7]

## Merchandising

### Produtos
A American Broadcasting Company fez parceria com J Larson CafePress e Barco Uniforms para fornecer as mercadorias da marca da série através de uma loja online. Os produtos disponíveis incluem camisas, moletons, utensílios de cozinha, utensílios para casa e bolsas, com o logotipo de Grey's Anatomy. Também estão disponíveis jalecos unissex e jalecos de laboratório personalizados em uma variedade de cores e tamanhos, projetados pela Barco. As mercadorias liberadas pela empresa estão disponíveis para compra no site oficial de Grey's Anatomy, e US$ 1 de cada compra é doado à Fundação Nightingales da Barco.

### Trilha sonora
Cinco volumes da trilha sonora original de Grey's Anatomy foram lançados a partir de 2011. Nas duas primeiras temporadas, o tema principal do programa foi um trecho de "Cozy in the Rocket", da dupla britânica Psapp. O primeiro álbum da trilha sonora foi lançado pelo primo corporativo da ABC, Hollywood Records, em 27 de setembro de 2005. A segunda trilha sonora, com músicas da segunda temporada da série, foi lançada em 12 de setembro de 2006, seguido por uma terceira trilha sonora com músicas da terceira temporada. Após o episódio musical da sétima temporada "Song Beneath the Song", a trilha sonora de "Grey's Anatomy: The Music Event" foi lançada, com o volume quatro da trilha sonora lançada posteriormente.

### Videogame

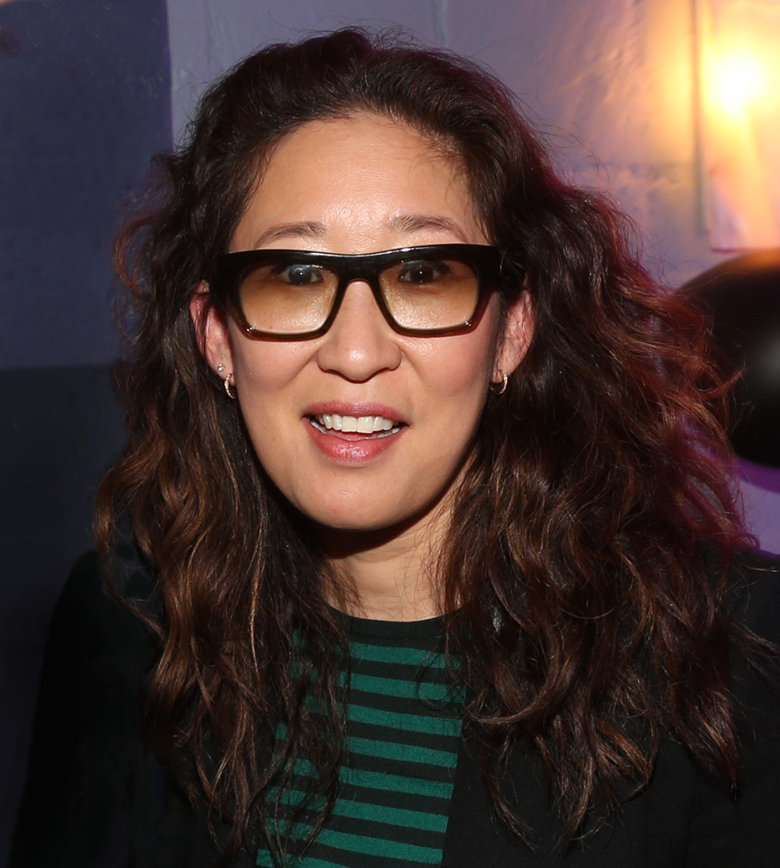
Grey's Anatomy: The Video Game inclui um enredo focado na personagem de Sandra Oh.

Em janeiro de 2009, a Ubisoft anunciou que havia assinado um contrato de licenciamento com a ABC Studios para desenvolver um videogame baseado em Grey's Anatomy. Projetado para o Wii, Nintendo DS e PC, Grey's Anatomy: The Video Game foi lançado em 10 de março de 2009. O jogo permite que o jogador assuma o papel de um dos personagens principais, tomando decisões para a vida pessoal e profissional do personagem e competindo em vários minijogos. O jogo foi criticado pelos revisores por causa da simplicidade dos minijogos e por conta dos dubladores que não interpretam os mesmos personagens na série. Jason Ocampo do IGN deu uma classificação geral de 6.0/10. O lançamento para Wii recebeu críticas mistas, e o lançamento para Windows recebeu críticas geralmente desfavoráveis.

## Dublagem brasileira
| Personagem                                    | Ator                 | Dublagem          | Dublagem                         |
| Personagem                                    | Ator                 | Dublador(a)       | Temporada(s)                     |
| --------------------------------------------- | -------------------- | ----------------- | -------------------------------- |
| Meredith Grey                                 | Ellen Pompeo         | Mônica Rossi      | 1–presente                       |
| Meredith Grey                                 | Ellen Pompeo         | Izabel Lira       | 11 (ep. 16 a 24) versão Alcateia |
| Meredith Grey                                 | Ellen Pompeo         | Taryn Szpilman    | 11 (ep.15 e 16)                  |
| Meredith Grey                                 | Ellen Pompeo         | Angélica Borges   | 14 (ep.17 e 18)                  |
| Cristina Yang                                 | Sandra Oh            | Telma da Costa    | 1–10                             |
| Isobel "Izzie" Stevens                        | Katherine Heigl      | Adriana Torres    | 1–6                              |
| Alex Karev                                    | Justin Chambers      | Reginaldo Primo   | 1–16                             |
| George O'Malley                               | T.R. Knight          | Philippe Maia     | 1–5; 17                          |
| Miranda Bailey                                | Chandra Wilson       | Rita Lopes        | 1–presente                       |
| Richard Webber                                | James Pickens Jr.    | Mauro Ramos       | 1–presente                       |
| Preston Burke                                 | Isaiah Washington    | Jorge Lucas       | 1–3/10                           |
| Derek Shepherd                                | Patrick Dempsey      | Alexandre Moreno  | 1–11; 17                         |
| Addison Montgomery                            | Kate Walsh           | Mabel Cezar       | 1–8                              |
| Calliope "Callie" Torres                      | Sara Ramírez         | Iara Riça         | 2–12                             |
| Mark Sloan                                    | Eric Dane            | Cláudio Galvan    | 2–9                              |
| Lexie Grey                                    | Chyler Leigh         | Sylvia Salustti   | 3–8                              |
| Erica Hahn                                    | Brooke Smith         | Andréa Murucci    | 2–5                              |
| Owen Hunt                                     | Kevin McKidd         | Hércules Franco   | 5–presente                       |
| Arizona Robbins                               | Jessica Capshaw      | Guilene Conte     | 5–14                             |
| Theodora "Teddy" Altman                       | Kim Raver            | Marisa Leal       | 6–8/14–presente                  |
| April Kepner                                  | Sarah Drew           | Fabíola Giardino  | 6–14 (ep. 1-8)                   |
| April Kepner                                  | Sarah Drew           | Natali Pazete     | 12. (ep.13)                      |
| April Kepner                                  | Sarah Drew           | Flávia Fontenelle | 14 (ep. 9-24)                    |
| Jackson Avery                                 | Jesse Williams       | Duda Ribeiro      | 6–17                             |
| Josephine "Jo" Wilson                         | Camilla Luddington   | Rebeca Joia       | 9–presente                       |
| Shane Ross                                    | Gaius Charles        | Rodrigo Oliveira  | 9–10                             |
| Stephanie Edwards                             | Jerrika Hinton       | Bárbara Monteiro  | 9–13                             |
| Leah Murphy                                   | Tessa Ferrer         | Fabiana Aveiro    | 9–10/13                          |
| Amelia Shepherd                               | Caterina Scorsone    | Aline Ghezzi      | 7/10–presente                    |
| Amelia Shepherd                               | Caterina Scorsone    | Flávia Fontenelle | 8                                |
| Amelia Shepherd                               | Caterina Scorsone    | Miriam Ficher     | 11 (versão Alcateia)             |
| Margareth "Maggie" Pierce                     | Kelly McCreary       | Izabel Lira       | 10–presente                      |
| Margareth "Maggie" Pierce                     | Kelly McCreary       | Adriana Torres    | 11 (versão Alcateia)             |
| Benjamin "Ben" Warren                         | Jason Winston George | Ronaldo Júlio     | 6–presente                       |
| Nathan Riggs                                  | Martin Henderson     | Ettore Zuim       | 12 (ep.1 a 12)                   |
| Nathan Riggs                                  | Martin Henderson     | Marcus Jardym     | 12 (ep.13 a 24) – 14             |
| Andrew DeLuca                                 | Giacomo Gianniotti   | Daniel Müller     | 11–17                            |
| Tom Koracick                                  | Greg Germann         | Maurício Berger   | 14–presente                      |
| Levi Schmitt                                  | Jake Borelli         | Robson Kumode     | 14–presente                      |
| Atticus "Link" Linconl                        | Chris Carmack        | Philippe Maia     | 15–presente                      |
| Informações de produção de dublagem           |                      |                   |                                  |
| Direção : Manolo Rey [ 297 ] Estúdio : Delart |                      |                   |                                  |